# Lijst van afleveringen van CSI: Crime Scene Investigation
Dit is een lijst van afleveringen van CSI: Crime Scene Investigation, een Amerikaanse televisieserie. De serie omvat vijftien seizoenen en twee lange tv-filmafleveringen, getiteld als CSI FINAL Immortality. Een overzicht van alle afleveringen is hieronder te vinden.

## Seizoen 1 (2000-2001)
| Nr. | Nr. | Titel aflevering     | Uitzenddatum VS  | Samenvatting |
| --- | --- | -------------------- | ---------------- | --- |
| 001 | 1   | Pilot                | 6 oktober 2000   | Er wordt een man dood aangetroffen in een badkuip, blijkbaar een zelfmoord. Gelukkig vermoedt Gil Grissom dat het om moord gaat. Nick Stokes en Warrick Brown proberen de 100ste zaak van hun CSI-carrière op te lossen. Het gaat om de zaak van een man die verdoofd en vervolgens beroofd is door een prostituee. Ondertussen moet Warrick Brown een beetje letten op de nieuwe CSI-er Holly Gribbs, maar dan wordt ze neergeschoten.   |
| 002 | 2   | Cool Change          | 13 oktober 2000  | Na de dood van Gribbs, gaat commandant Jim Brass over naar de afdeling Moordzaken en wordt Grissom de baas van het CSI-team. Ondertussen komt CSI-er Sara Siddle de rol van Gribbs overnemen. Ondertussen onderzoeken Grissom en Nick de dood van een miljoenenwinnaar die van een gebouw is gesprongen. |
| 003 | 3   | Crate 'n Burial      | 20 oktober 2000  | Catherine Willows en Warrick onderzoeken een ogenschijnlijke aanrijding op een jong meisje. De rest van het team probeert de meeste aandacht te pleiten aan een jonge vrouw die levend is begraven. Het gaat blijkbaar om een ontvoeringszaak. Grissom vermoedt echter dat niet alle touwtjes in de zaak aan elkaar knopen. |
| 004 | 4   | Pledging Mr. Johnson | 27 oktober 2000  | Het lichaam van een vrouw wordt gevonden in een meer en leidt tot een grondig onderzoek door Catherine en Grissom. Ondertussen onderzoeken Sara en Nick de ogenschijnlijke zelfmoord van een student, maar al snel blijkt dat hij deel uitmaakte van een interessante ontgroening. |
| 005 | 5   | Friends & Lovers     | 3 november 2000  | Een jonge man wordt naakt gevonden in de woestijn, blijkbaar overleden als gevolg van angst. Grissom en Warrick denken dat hij werd achtervolgd door een mysterieus figuur. Catherine en Nick onderzoeken de brutale moord binnen een zeer katholieke school. Sara probeert te ontdekken hoe een lijk is terechtgekomen in een vuilniscontainer.                                                                                          |
| 006 | 6   | Who Are You?         | 10 november 2000 | Grissom en Nick onderzoeken de zaak waarbij een verteerd lichaam werd gevonden in een huis, vol met cement. Catherines echtgenoot, Eddie, wordt beschuldigd van een verkrachtingszaak. Warrick en Sara zoeken naar een vermiste kogel waardoor een politieagent beschuldigd of vrijgepleit kan worden van moord. |
| 007 | 7   | Blood Drops          | 17 november 2000 | Het hele CSI-team probeert te ontdekken hoe een hele familie is vermoord. Gelukkig hebben de twee dochters van de slachtoffers het overleefd, maar helaas verkeren zij in een andere staat. |
| 008 | 8   | Anonymous            | 24 november 2000 | Wanneer er nog een zelfmoord plaatsvindt in een badkuip, vermoedt Grissom dat het mogelijk gaat om een seriemoordenaar. Ondertussen onderzoeken Nick en Warrick een zaak waarbij slachtoffers zijn gevallen in een auto die van klif is gevallen. |
| 009 | 9   | Unfriendly Skies     | 8 december 2000  | Grissom en de rest van het team onderzoeken de dood van een passagier in een vliegtuig dat op weg was naar Las Vegas. Het blijkt echter een zeer moeilijk onderzoek. Maar al snel neemt de zaak een wending die het hele team niet had kunnen zien aankomen. |
| 010 | 10  | Sex, Lies and Larvae | 22 december 2000 | Grissom en Sara doorzoeken de dood van een vrouw die helemaal was bedekt met insecten. Het tijdstip van overlijden wordt echter moeilijk te bepalen. Ze vermoeden dat de echtgenoot de dader is, maar daar lijken ze niet genoeg bewijs voor te hebben. Ondertussen onderzoeken Warrick en Catherine de roof van een kunstwerk. Nick onderzoekt een zaak rondom een vermiste vrouw wier auto werd gevonden bij een busstation.            |
| 011 | 11  | I-15 Murders         | 12 januari 2001  | Een jonge vrouw wordt ontvoerd in een supermarkt. Door een grondig onderzoek ontdekt Grissom dat vijf andere vrouwen zijn vermoord. Ondertussen onderzoeken Warrick en Sara de dood en overval van een man die is gevonden door zijn broer. Nick probeert zijn vriendin, Kristy Hopkins, te helpen wanneer ze in de problemen raakt. |
| 012 | 12  | Fahrenheit 932       | 1 februari 2001  | Grissom, Sara en Warrick geloven dat een man, die beschuldigd is van het vermoorden van zijn vrouw en zoon tijdens een brand, onschuldig is. Ondertussen onderzoeken Catherine en Nick de dood van een tiener die werd doodgeschoten. |
| 013 | 13  | Boom                 | 8 februari 2001  | Grissom, Sara en Warrick doen onderzoek wanneer een bom explodeert in een bekend gebouw in Las Vegas. De verdenkingen gaan over naar een veiligheidsagent. Nick wordt beschuldigd voor de moord op Kristy Hopkins. |
| 014 | 14  | To Halve and to Hold | 15 februari 2001 | Er worden botten gevonden in de woestijn, en Grissom, Catherine en Nick willen de resten van het lichaam vinden. Warrick en Sara onderzoeken de dood van een mannelijke stripper. |
| 015 | 15  | Table Stakes         | 22 februari 2001 | Het team onderzoekt de dood van een showgirl dood gevonden in het zwembad van een grote villa. De Sheriff zet Grissom onder druk om de zaak op te lossen. Ondertussen moet Warrick een moord onderzoeken in een lift die gepleegd is door de maffia. |
| 016 | 16  | Too Tough to Die     | 1 maart 2001     | Sara raakt emotioneel betrokken wanneer ze een zaak onderzoekt op een vrouw, samen met Grissom en Nick, die verkracht en beroofd werd in een parkeergarage. Ze ligt nu namelijk in een coma. Ondertussen onderzoeken Catherine en Warrick een buurtoverlast die resulteerde in moord. Maar door ongekende omstandigheden verloopt het onderzoek niet helemaal zoals het normaal eigenlijk gaat.                                           |
| 017 | 17  | Face Lift            | 8 maart 2001     | Grissom, Nick en Catherine onderzoeken een zaak waarin een oude ontvoeringszaak in verband wordt gelegd met een pas gepleegde moord dankzij een aantal vingerafdrukken. Ondertussen onderzoeken Sara en Warrick de dood van een vrouw die zonder enige oorzaak is verbrand in haar stoel. Sara vermoedt dat het gaat om spontane zelfontbranding.                                                                                         |
| 018 | 18  | $35K O.B.O.          | 29 maart 2001    | Een getuige bij een door regen beschadigde plaats delict van een dubbele moord vertelt dat het gaat om een autoroof. Maar wanneer de auto wordt gevonden, moeten ze snel hun zoektocht naar de dader doorzetten. Ondertussen onderzoekt Catherine de instorting van een gebouw waarbij drie personen zijn omgekomen. |
| 019 | 19  | Gentle, Gentle       | 12 april 2001    | Grissoms team doet onderzoek naar de ontvoering van een baby. Ze kwam van een rijke familie. Al snel blijkt dat de familie echter iets verbergt over de zaak. |
| 020 | 20  | Sounds of Silence    | 19 april 2001    | Grissom, Sara en Warrick doorzoeken de fatale aanrijding van een dove man. Het blijkt echter niet te gaan om een simpel ongeluk en het onderzoek leidt naar twee schoffies. De zaak brengt Grissoms eigen gezondheid aan het licht nadat hij een persoonlijke obsessie krijgt met de baas van de school waar de dove man op zat. Catherine en Nick onderzoeken een schietpartij in een koffiehuis die mogelijk het werk is van de maffia. |
| 021 | 21  | Justice Is Served    | 26 april 2001    | Nadat een jogger half opengereten wordt gevonden in het park, leidt het onderzoek naar een arts met een vreemde ziekte. Kan haar hond het onder haar orders hebben gedaan? Ondertussen raakt Catherine persoonlijk betrokken bij de moord op een meisje dat overleden is bij een kermisfeest. |
| 022 | 22  | Evaluation Day       | 10 mei 2001      | Het is een evaluatiedag voor CSI. Elke CSI'er moet een verschillende zaak zien op te lossen. |
| 023 | 23  | The Strip Strangler  | 17 mei 2001      | Een speciale politie-eenheid doet een beroep op CSI Gil Grissom. In Las Vegas pleegt een seriemoordenaar zijn moorden op vrouwen door ze te wurgen in hun woning. Grissom raakt in conflict met de leider van het team die wil Sara zichzelf gebruikt als lokaas om een doorbraak te krijgen. |

## Seizoen 2 (2001-2002)
| Nr. | Nr. | Titel aflevering         | Uitzenddatum VS   | Samenvatting |
| --- | --- | ------------------------ | ----------------- | --- |
| 024 | 1   | Burked                   | 27 september 2001 | Tony Braun, de zoon van een Las Vegas casinomagnaat, Sam Braun, wordt dood aangetroffen in zijn huis, blijkbaar is hij het slachtoffer van een overdosis drugs. Maar als al het bewijsmateriaal dat normaliter gekoppeld wordt aan een overdosis ontbreekt, denkt het team al snel aan moord. |
| 025 | 2   | Chaos Theory             | 4 oktober 2001    | Het CSI-team vermoedt vals spel bij universiteitsstudent Paige Rycoff. Het team ontdekt al snel had ze een relatie had met een getrouwde professor van de universiteit. Als haar lichaam wordt gevonden in een vuilnishoop moet het team ontdekken wat leidde tot haar dood. |
| 026 | 3   | Overload                 | 11 oktober 2001   | Wanneer een bouwvakker valt van de twaalfde verdieping op een bouwplaats is Grissom ervan overtuigd dat het slachtoffer geëlektrocuteerd is. Maar als de Sheriff en een heleboel andere mensen niet geloven dat het zelfmoord was doet Grissom er alles aan het te bewijzen. Ondertussen onderzoeken Nick en Catherine de dood van een tiener die een epileptische aanval heeft gehad tijdens een therapeutische sessie. |
| 027 | 4   | Bully for You            | 18 oktober 2001   | Grissom, Warrick en Catherine onderzoeken een moord op een tienerclown nadat hij dood is aangetroffen in de jongenskleedkamer op school. Ze ontdekken al snel dat er veel verdachten zijn omdat hun slachtoffer werd gepest. Ondertussen proberen Sara en Nick de identiteit van een gevonden lichaam te ontdekken. |
| 028 | 5   | Scuba Doobie-Doo         | 25 oktober 2001   | Grissom, Warrick en Sara komen aan in een appartement vol met bloed. De huurder lijkt vertrokken te zijn, en de vriendin van de huurder is spoorloos. Ondertussen zijn Catherine en Nick een lijk aan het onderzoeken dat is gevonden in een top van een boom na een bosbrand. |
| 029 | 6   | Alter Boys               | 1 november 2001   | Grissom, Nick en Sara onderzoeken een moord in een woestijn waar een jongen een begraven lijk ontdekt heeft. Warrick en Catherine onderzoeken de dood van een jonge vrouw die dood is aangetroffen in een kuuroord. |
| 030 | 7   | Caged                    | 8 november 2001   | Grissom en Nick onderzoeken de dood van een restaurateur die dood is aangetroffen in een afgesloten kamer in een bibliotheek. Een autistische medewerker blijkt een betrouwbare ooggetuige te zijn. Catherine en Sara onderzoeken een moordzaak van een jonge vrouw die is overleden toen haar auto werd aangereden door een trein.                                                                                      |
| 031 | 8   | Slaves of Las Vegas      | 15 november 2001  | Een naakte vrouw wordt dood aangetroffen in een zandbak in een speeltuin. De littekens en vloeibare latex op haar lichaam leiden Grissom, Catherine en Nick naar een seksclub. Sara en Warrick onderzoeken ondertussen een gewapende overval. |
| 032 | 9   | And Then There Were None | 22 november 2001  | Grissom, Nick en Warrick onderzoeken een overval nadat drie mannen verkleed als vrouwen een casino beroven. Catherine en Sara onderzoeken een moord in een afgelegen supermarkt. Het CSI-team krijgt al snel door dat de twee moordzaken een verband hebben. |
| 033 | 10  | Ellie                    | 6 december 2001   | Als Grissom naar een conferentie gaat en Catherine tijdelijk afwezig is staat Warrick er alleen voor. Hij onderzoekt samen met de nachtploeg een moord op een man. Brass heeft privéproblemen doordat zijn dochter Ellie een verdachte is in een moordzaak. |
| 034 | 11  | Organ Grinder            | 13 december 2001  | Een beroemde vastgoedondernemer is dood aangetroffen in een hotellift. Het blijkt al snel dat hij stierf door natuurlijke oorzaken, maar het CSI-team vermoedt dat hij werd vergiftigd. Helaas blijkt dit moeilijk te bewijzen als het lichaam wordt gecremeerd. |
| 035 | 12  | You've Got Male          | 20 december 2001  | Grissom, Sara en Warrick onderzoeken een moord op een vrouw die samen met haar zus dood is aangetroffen op een bouwplaats. Ondertussen onderzoeken Catherine en Nick een jachtongeluk, maar als het onderzoek zich ontwikkelt begint het steeds minder op een ongeluk te lijken. |
| 036 | 13  | Identity Crisis          | 17 januari 2002   | Seriemoordenaar Paul Millander is terug waardoor er een zelfmoord plaatsvindt. Na het vinden van een aanwijzing dat alle slachtoffers verbindt belanden Grissom en Catherine in een rechtszaal. Een nader onderzoek onthult een verrassend geheim over het verleden van Millander. |
| 037 | 14  | The Finger               | 31 januari 2002   | Catherine raakt betrokken bij een ontvoering van een vastgoedontwikkelaar. Ze moet mee met de vastgoedontwikkelaar en ontvoerder terwijl ze ondertussen probeert om aanwijzingen achter te laten voor haar CSI-team. |
| 038 | 15  | Burden of Proof          | 7 februari 2002   | Wanneer het lichaam van een fotograaf wordt gedumpt bij een boerderij komt Grissom erachter dat de man werd doodgeschoten. De zaak wordt lastiger wanneer er geen kogelfragmenten in het lichaam worden aangetroffen en het CSI-team ontdekt dat de 12-jarige dochter het slachtoffer was van kindermishandeling. |
| 039 | 16  | Primum Non Nocere        | 28 februari 2002  | Grissom, Sara en Catherine onderzoeken een ijshockeyspeler die midden in een wedstrijd doodvalt. Ondertussen onderzoeken Warrick en Nick een drugsgerelateerde dood van een saxofoonspeler bij een van de lokale casino's. |
| 040 | 17  | Felonious Monk           | 7 maart 2002      | Grissom, Sara en Nick onderzoeken de dood van vier monniken die werden doodgeschoten in een klooster in de buurt van Las Vegas. Catherine heropent de moordzaak van een oude vriend. Tijdens het onderzoek vindt ze een aantal verontrustende feiten over hoe haar toenmalige mentor de zaak heeft afgehandeld. |
| 041 | 18  | Chasing the Bus          | 28 maart 2002     | Het hele CSI-team onderzoekt een busongeluk waarbij negen mensen het leven zijn verloren. De bestuurder beweerde dat de bus begon te trillen waardoor het onmogelijk voor hem was de bus te controleren. Het team moet uitvinden of het ongeval wel echt een ongeluk was. |
| 042 | 19  | Stalker                  | 4 april 2002      | Een jonge vrouw wordt dood aangetroffen in haar zwaar beveiligde woning. Het blijkt dat de vrouw duidelijk bang was voor iemand die haar stalkte. Nick ontdekt dat hij het volgende doelwit van de stalkers is. |
| 043 | 20  | Cats in the Cradle...    | 25 april 2002     | Grissom, Catherine en Warrick onderzoeken de moord op een bejaarde vrouw die alleen woonde met veel katten. Ondertussen onderzoeken Nick en Sara een poging tot moord met een bom geplaatst in een auto. |
| 044 | 21  | Anatomy of a Lye         | 2 mei 2002        | Wanneer een lichaam begraven wordt gevonden in een park onderzoeken Grissom en Sara deze moord. Ondertussen onderzoekt Nick de dood van een vrouw die verdronk in het midden van de woestijn. |
| 045 | 22  | Cross-Jurisdictions      | 9 mei 2002        | Na een wild feest is een oud politiecommissaris van Las Vegas gemarteld en uiteindelijk vermoord. Zijn 7-jarige dochter is levend gevonden in Miami. Catherine en Warrick reizen af naar Florida waar ze het CSI-team in Miami bijstaan in de jacht op de moordenaar. |
| 046 | 23  | The Hunger Artist        | 18 mei 2002       | Het lijk van een jonge vrouw wordt gevonden in een winkelwagentje onder een viaduct. Haar gezicht is toegetakeld. Het CSI-team ontdekt al snel dat het slachtoffer een model was en de zus van het model is een waarschijnlijke verdachte. |

## Seizoen 3 (2002-2003)
| Nr. | Nr. | Titel aflevering                   | Uitzenddatum VS   | Samenvatting |
| --- | --- | ---------------------------------- | ----------------- | --- |
| 047 | 1   | Revenge Is Best Served Cold        | 26 september 2002 | Grissom, Sara en Warrick doen onderzoek naar de verdachte dood tijdens een pokerspelletje. De verdenkingen gaan uit naar de andere spelers. Een moord leidt Nick en Catherine naar straatracers. |
| 048 | 2   | The Accused Is Entitled            | 3 oktober 2002    | Een lichaam wordt gevonden in de hotelkamer van een bekende filmacteur en het team vermoedt moord. De advocaat van de verdachte brengt de persoonlijke levens van de CSI'ers aan het licht. |
| 049 | 3   | Let the Seller Beware              | 10 oktober 2002   | Grissom en Catherine onderzoeken de moord op een rijk echtpaar. Die zijn buiten hun huis, dat te koop was gevonden. Intussen onderzoekt Sara de dood van een cheerleader die gestript wordt gevonden op een voetbalveld, en waarvan de organen zijn meegenomen door haar moordenaar. |
| 050 | 4   | A Little Murder                    | 17 oktober 2002   | Grissom denken aan moord wanneer het lichaam van een dwerg wordt gevonden opgeknoopt aan een touw, hoog boven een podium in een casinohotel waar een bijeenkomst van kleine mensen wordt gehouden. Aan de andere kant van de stad is Catherine aangevallen op een plaats delict waar een man werd vermoord tijdens wat lijkt een overval in een huis te zijn geweest.                                                                |
| 051 | 5   | Abra Cadaver                       | 31 oktober 2002   | Grissom, Warrick en Sara onderzoeken de verdwijning van een als vermist opgegeven vrouw die verdwijnt terwijl ze deelneemt aan een act van een goochelaar. De voornaamste verdachte is de goochelaar. Catherine en Nick onderzoeken de schijnbare overdosis van een rockster. |
| 052 | 6   | The Execution of Catherine Willows | 7 november 2002   | Vijftien jaar geleden heeft Catherine ervoor gezorgd dat John Mathers de dodencel in ging voor de verkrachting en moord op een studente op een nabijgelegen college. Als hij op het punt staat geëxecuteerd te worden wordt hem uitstel toegekend op basis van nieuw DNA-bewijs. Ondertussen vinden de anderen in een school een vermiste student die gedood is op identieke wijze als in die andere zaak.                           |
| 053 | 7   | Fight Night                        | 14 november 2002  | Een bokskampioen sterft in de ring na het krijgen van een brutaal pak slaag van zijn aartsvijand, maar Grissom vindt bewijs dat wijst op moord. Buiten, in een nabijgelegen parking, werkt Catherine aan een delict waarin een bendelid in Los Angeles werd doodgeschoten, kennelijk door een rivaliserende bende. Ook Nick onderzoekt een overval op een sieradenwinkel.                                                            |
| 054 | 8   | Snuff                              | 21 november 2002  | Catherine wordt ingeschakeld door een ontwikkelaar van pornografische films om grafische beelden te bekijken van een snuffmovie, waarin een vrouw op brute wijze wordt gedood. Grissom onderzoekt een mier onder het lichaam dat al meer dan een jaar dood is. |
| 055 | 9   | Blood Lust                         | 5 december 2002   | Een jongeman wordt per ongeluk door een taxi overreden. Boze omstanders vallen de chauffeur van de taxi aan omdat ze denken dat hij wil wegvluchten. De taxichauffeur overlijdt. Als Grissom ter plaatse komt, ontdekt hij dat de tiener steekwonden heeft en geen tekenen vertoont van door de taxi te zijn aangereden. |
| 056 | 10  | High and Low                       | 12 december 2002  | Grissom, Warrick en Nick onderzoeken de zaak van een onbekende man die klaarblijkelijk is vermoord en vervolgens van een zes verdiepingen hoog gebouw werd gegooid. Grissoms moet de zaak loslaten doordat hij opnieuw problemen heeft met zijn gehoor. Catherine onderzoekt de moord op een man buiten zijn stamkroeg. |
| 057 | 11  | Recipe for Murder                  | 9 januari 2003    | Grissom en Catherine onderzoeken de gruwelijke moord met een vleesmolen in een slachthuis. Warrick en Sara kijken naar de schijnbare zelfmoord van een gekwelde jonge vrouw. |
| 058 | 12  | Got Murder?                        | 16 januari 2003   | In een ravennest wordt een menselijke oogbal gevonden. Deze gruwelijke vondst leidt naar een vermiste vrouw. Zowel haar man als haar tienerdochter heeft schokkende motieven. Warrick en Grissom voeren een autopsie uit op een man die nog blijkt te leven maar later alsnog sterft. Dit neemt hen mee naar een autodealer waar de man werkte.                                                                                      |
| 059 | 13  | Random Acts of Violence            | 30 januari 2003   | Warrick onderzoekt de moord op een jong meisje in zijn oude buurt. De vader van het meisje is een vriend en mentor van Warrick. Warrick worstelt om zijn emoties te beheersen, tot het punt waar Grissom hem van de zaak afhaalt. Nick onderzoekt de moord op een werknemer in een computerbedrijf. De enige verdachten zijn de drie andere medewerkers in het gebouw.                                                               |
| 060 | 14  | One Hit Wonder                     | 6 februari 2003   | Catherine neemt de leiding in het onderzoek van een escalerende reeks van incidenten met een gluurder. De ploeg is in een race om de aanvaller te stoppen voordat zijn misdaden ernstiger worden. Ondertussen heropent Sara de zaak van haar vriendin, een officier van justitie. De vrouw moet een operatie ondergaan om de kogel die haar raakte bij de aanval, die haar man drie jaar geleden had gedood, te verwijderen.         |
| 061 | 15  | Lady Heather's Box                 | 13 februari 2003  | Warrick en Grissom onderzoeken de dood van een man gevonden op een schuimpartij. Nick werkt aan de zaak van een man die dood is aangetroffen in zijn huis. Catherine en Grissom onderzoeken de dood van een vrouw die betrokken was bij de bovengenoemde twee mannen, die allemaal leiden tot Lady Heather. Catherine probeert wanhopig om te weten waar haar vermiste dochter en ex-man zijn. Sara neemt uiteindelijk de zaak over. |
| 062 | 16  | Lucky Strike                       | 20 februari 2003  | Catherine en Warrick proberen bewijzen te vinden wanneer de 5-jarige zoon van een professioneel basketballer is ontvoerd. Ondertussen onderzoeken Grissom en Nick de moord op een oude man. |
| 063 | 17  | Crash and Burn                     | 13 maart 2003     | Sara, Catherine en Warrick onderzoeken een dodelijk auto-ongeluk waarbij een bejaarde vrouw met haar auto een pui van een drukbezocht restaurant heeft geramd. Hierbij zijn drie doden gevallen en raakten veel aanwezigen gewond. Ondertussen komen Grissom en Nick erachter dat de dood van een vrouw die overleed aan koolmonoxidevergiftiging geen ongeluk was.                                                                  |
| 064 | 18  | Precious Metal                     | 3 april 2003      | Catherine, Nick en Sara onderzoeken een lijk dat gevonden werd in een verzegeld chemisch afvalvat. Ze ontdekken al snel dat het slachtoffer betrokken was bij een zogenaamde 'Robot Rumble'. Ondertussen helpt Greg Grissom en Warrick bij de moordzaak van een man wiens lichaam is gevonden in een steegje nadat hij vermoord is in zijn eigen huis.                                                                               |
| 065 | 19  | A Night at the Movies              | 10 april 2003     | Grissom en Catherine onderzoeken een man die is vermoord in een bioscoop tijdens de film. Warrick, Nick en Sara onderzoeken op dat moment de dood van een tiener die doodgeschoten is gevonden in een magazijn. In het magazijn blijken meer dan 100 kogels afgevuurd te zijn, maar slechts een kogel was raak. |
| 066 | 20  | Last Laugh                         | 24 april 2003     | Grissom en Catherine onderzoeken de moord op een komiek na het drinken van een fles water. Warrick wordt naar een supermarkt gestuurd om de dood van een 15-jarige jongen te onderzoeken. Warrick komt er al snel achter dat deze jongen ook is overleden na het drinken van hetzelfde merk water. |
| 067 | 21  | Forever                            | 1 mei 2003        | Grissom, Nick en Catherine onderzoeken de dood van een paardtrainer die is aangetroffen in de laadruimte van een privéjet. Op het eerste gezicht lijkt het dat het slachtoffer is vertrapt door het paard, maar Grissom en zijn team ontdekken al snel dat de situatie complexer is. Ondertussen onderzoeken Sara en Warrick hoe twee tieners zelfmoord zouden hebben gepleegd in het midden van de woestijn.                        |
| 068 | 22  | Play with Fire                     | 8 mei 2003        | Grissom, Nick en Sara onderzoeken de dood van een vrouw die dood is aangetroffen op een high-school voetbalveld. Het bewijsmateriaal leidt hen naar een voormalige gevangene. Wanneer een explosie het DNA-lab vernietigt raken Greg en Sara gewond. Catherine en Warrick ontdekken dat Catherine de ramp per ongeluk heeft veroorzaakt.                                                                                             |
| 069 | 23  | Inside the Box                     | 15 mei 2003       | De CSI'ers worden opgeroepen voor een bankoverval waarbij Detective Lockwood is neergeschoten. De zaak wordt persoonlijk voor Catherine wanneer het bewijs leidt naar casino-eigenaar Sam Braun. |

## Seizoen 4 (2003-2004)
| Nr. | Nr. | Titel aflevering             | Uitzenddatum VS   | Samenvatting |
| --- | --- | ---------------------------- | ----------------- | --- |
| 070 | 1   | Assume Nothing (Deel 1)      | 25 september 2003 | Nadat een verliefd koppel is vermoord na een interessante ontmoeting, vermoeden Grissom en zijn team dat het gaat om professionele seriemoordenaars. Ondertussen komt Nick in de problemen wanneer hij een oude vriend informatie geeft over de moordzaak. |
| 071 | 2   | All for Our Country (Deel 2) | 2 oktober 2003    | Wanneer de hoofdverdachten van een serie moorden om het leven worden gebracht, vermoeden Gil, Nick en Warrick dat dit is gedaan door iemand die van overheidswege bij de zaak betrokken is. Ondertussen onderzoeken Catherine en Sara de dood van een voetbalfan die op gruwelijke wijze is overleden.                                                              |
| 072 | 3   | Homebodies                   | 9 oktober 2003    | Grissom en Warrick doen een onderzoek nadat de resten van een oude vrouw zijn gevonden in een klerenkast. De zaak wordt in verband gelegd met die van Sara en Nick: een inbraak waarbij een verkrachting een rol speelt. Ondertussen probeert Catherine te ontdekken wat een gevonden vuurwapen te maken heeft met een andere moord, maar is dit wel een moordzaak? |
| 073 | 4   | Feeling the Heat             | 23 oktober 2003   | Tijdens een hittegolf moeten Grissom en Catherine de dood van een baby onderzoeken die in een hete auto is gevonden. Ondertussen onderzoeken Nick en Sara de dood van een vrouw gevonden in de oceaan en onderzoekt Warrick een bijzondere zaak waarbij het slachtoffer is overleden aan een hersenbloeding.                                                        |
| 074 | 5   | Fur and Loathing             | 30 oktober 2003   | Na een auto-ongeluk, ontdekken Catherine en Grissom het lichaam van een man verkleed in een dierachtig kostuum. Het onderzoek leidt naar een verkleedclub. Ondertussen doen Sara en Nick de dood van een man die werd gevonden in een koelcel. |
| 075 | 6   | Jackpot                      | 6 november 2003   | Een afgehakt hoofd is verscheept naar Dr Robbins uit Jackpot, Nevada. Grissom gaat naar Jackpot om de rest van het lichaam te vinden en krijgt weinig medewerking van de lokale bevolking. Catherine krijgt een onverwacht cadeautje van haar vader. |
| 076 | 7   | Invisible Evidence           | 13 november 2003  | Het team heeft maar 24 uur om opnieuw bewijzen te leveren bij een rechtszaak waarbij de moord op een 19-jarige vrouw centraal staat. |
| 077 | 8   | After the Show               | 20 november 2003  | Heel Las Vegas is in shock nadat een zeer populair model is verdwenen. Wanneer ze een verdachte arresteren, heeft deze een zeer vreemd effect op Catherine. |
| 078 | 9   | Grissom Versus the Volcano   | 11 december 2003  | De sheriff is getuige van een moord met een auto-bom. Grissom wordt onder druk gezet om de moordenaar te vinden. Het onderzoek leidt naar een project van een middelbare school. Ondertussen onderzoeken Warrick en Sara de dood van de vrouw van een bekende zanger.                                                                                               |
| 079 | 10  | Coming of Rage               | 18 december 2003  | Grissom, Sara en Warrick doen onderzoek naar de moord op een jongen, doodgeslagen met een hamer. Ondertussen doen Nick en Catherine onderzoek naar de dood van een vrouw die werd doodgeschoten in haar tuin. |
| 080 | 11  | Eleven Angry Jurors          | 8 januari 2004    | Een jurylid wordt vermoord tijdens de beraadslaging over een rechtszaak, Grissom ontdekt al snel dat hij allergisch was voor pinda's. Kan dit de oorzaak zijn van zijn dood? Ondertussen heropent Nick een onopgeloste moordzaak. |
| 081 | 12  | Butterflied                  | 15 januari 2004   | Een chirurge wordt dood aangetroffen in haar woning. Het slachtoffer is om mysterieuze omstandigheden overleden. Door de zaak wordt Grissom gedwongen om zijn band met Sara op de proef te stellen, omdat het slachtoffer veel op haar lijkt. |
| 082 | 13  | Suckers                      | 5 februari 2004   | Grissom, Sara en Nick onderzoeken de roof van een Japans samoeraizwaard in een museum. Kort daarvoor hebben ze een pop in het water gelegd als afleiding. Ondertussen doen Warrick en Catherine onderzoek naar de dood van een Gothic meisje dat een obsessie had met vampiers.                                                                                     |
| 083 | 14  | Paper or Plastic?            | 12 februari 2004  | Het hele CSI-team doet onderzoek naar een overval in een supermarkt-winkeltje, waarbij een politieagent is omgekomen. Grissom vermoedt dat zijn collega corrupt is. |
| 084 | 15  | Early Rollout                | 19 februari 2004  | Het hele team doet onderzoek naar de executie van een pornoactrice en haar echtgenoot. Catherine raakt betrokken met een van de verdachten, terwijl Grissom haar private leven verdenkt. |
| 085 | 16  | Getting Off                  | 26 februari 2004  | Grissom, Warrick en Nick doen onderzoek naar de moord op een man die is vermoord in een straat waar veel junkies wonen. Is een van hen de dader? Ondertussen doen Catherine en Sara onderzoek naar de dood van een clown. |
| 086 | 17  | XX                           | 4 maart 2004      | Catherine, Sara en Nick onderzoeken een zaak wanneer het lichaam van een vrouwelijke gevangene wordt gevonden onder een bus. Waarschijnlijk probeerde ze te ontsnappen uit de gevangenis. Ondertussen doen Grissom en Warrick onderzoek naar de moord op een man die doodgestoken is in zijn appartement.                                                           |
| 87  | 018 | Bad to the Bone              | 1 april 2004      | De CSI'ers doen onderzoek naar een moord in een parkeergarage van een casino. De dader is vrijwel meteen gevonden, totdat deze ondervraagd wordt door Grissom en overlijdt. |
| 088 | 19  | Bad Words                    | 15 april 2004     | Een tienermeisje komt om bij een brand, de rest van de familie overleeft het ongeval. Catherine, Nick en Warrick denken dat het gaat om een gestoorde pyromaan. Maar al snel ontdekken ze meer dan alleen de waarheid. Ondertussen onderzoeken Grissom en Sara de dood van een kampioen binnen een populair spel, maar zijn dood is zeer verdacht.                  |
| 089 | 20  | Dead Ringer                  | 29 april 2004     | Tijdens een marathonwedstrijd, georganiseerd door de politie, komt een van hen om het leven. Ondertussen onderzoeken Warrick en Sara een blijkbare zelfmoord in een hotelkamer, of lijkt het daar verdacht veel op? |
| 090 | 21  | Turn of the Screws           | 6 mei 2004        | Door een ongeluk met een achtbaan, komen zes mensen om het leven. Grissom, Sara en Nick vermoeden dat het echter geen technische fout was en dat het te maken heeft met sabotage. Catherine en Warrick onderzoeken de dood van een 13-jarig meisje. |
| 091 | 22  | No More Bets                 | 13 mei 2004       | Er vinden steeds meer moorden plaats op casino-valsspelers en al snel raakt Catherine te emotioneel betrokken, omdat een van deze casino's van haar vader is. |
| 092 | 23  | Bloodlines                   | 20 mei 2004       | Een vrouw, die werkt bij een casino, wordt verkracht en bijna vermoord. Gelukkig weet ze te vluchten. Ze weet de dader te identificeren, maar na DNA-onderzoek blijkt deze niet de dader te zijn. Of heeft het te maken met zijn mysterieuze genetische conditie? Maar dan wordt de vrouw toch vermoord.                                                            |

## Seizoen 5 (2004-2005)
| Nr. | Nr. | Titel aflevering               | Uitzenddatum VS   | Samenvatting |
| --- | --- | ------------------------------ | ----------------- | --- |
| 093 | 1   | Viva Las Vegas                 | 23 september 2004 | Grissom en Greg onderzoeken een schietpartij in een nachtclub terwijl Catherine de moord op een stripper moet onderzoeken. Warrick moet de zaak onderzoeken van een man die dood werd aangetroffen in een badkuip. Sara en Nick doen onderzoek naar een zaak met buitenaardse trekjes. |
| 094 | 2   | Down the Drain                 | 7 oktober 2004    | De CSI'ers moeten de zaak onderzoeken van een man die is overleden tijdens een onweersbui. Moord wordt uitgesloten, maar dan worden menselijke botten gevonden die mogelijk betrokkenheid hebben met de zaak. Ondertussen heeft Greg zijn eerste autopsie. |
| 095 | 3   | Harvest                        | 14 oktober 2004   | De CSI'ers onderzoeken de ontvoering van een 13-jarig meisje dat is ontvoerd bij een parkeerplaats. Dan wordt het meisje dood aangetroffen. Ondertussen wordt Catherines dochter opgepakt waardoor zij in de problemen komt. |
| 096 | 4   | Crow's Feet                    | 21 oktober 2004   | Twee vrouwen sterven op precies dezelfde manier, wat Catherine en Nick leidt naar een lokaal kuuroord. Ondertussen onderzoeken Grissom, Sara en Greg de dood van een man die is overleden in een huis dat volgepompt was met gas vanwege termieten. |
| 097 | 5   | Swap Meet                      | 28 oktober 2004   | Grissom, Sara en Greg doorzoeken de dood van een vrouw die dood werd aangetroffen in een fontein. Ondertussen onderzoeken Warrick en Nick de moord op een beheerder van een videospelletje dat leidt tot een dubbele moordzaak. Ondertussen neemt Catherine een besluit in haar werktijden. |
| 098 | 6   | What's Eating Gilbert Grissom? | 4 november 2004   | Nadat een nieuw lijk wordt aangetroffen, neemt Grissom het op tegen de Blue Paint Killer. Kan hij hem ditmaal tegenhouden? |
| 099 | 7   | Formalities                    | 11 november 2004  | Grissom werkt samen met Sofia Curtis aan de zaak van een na een feestje dood aangetroffen scholier. Een ander meisje blijkt ondertussen ontvoerd te zijn geweest tijdens dat feestje. De vader wordt verdacht. |
| 100 | 8   | Ch-Ch-Changes                  | 18 november 2004  | De CSI'ers onderzoeken de dood van een transseksueel. |
| 101 | 9   | Mea Culpa                      | 25 november 2004  | Een onbekende vingerafdruk verschijnt plotseling op een bewijsstuk in de rechtszaal. Grissom moet de zaak heropenen en vindt de echte schuldige. Ondertussen onderzoeken Sara en Greg de omstandigheden rond de dood van een man die zichzelf in het been heeft geschoten. |
| 102 | 10  | No Humans Involved             | 9 december 2004   | Grissom en zijn team werken aan een zaak waarbij een jonge jongen dood is aangetroffen in een container, terwijl Catherine en haar team proberen uit te vinden waarom een gevangene hersendood werd gevonden na een optreden van de politie. |
| 103 | 11  | Who Shot Sherlock              | 6 januari 2005    | Greg, Sara en Grissom lossen de mogelijke moord op een Sherlock Holmes-fan op. |
| 104 | 12  | Snakes                         | 13 januari 2005   | Catherine en Nick onderzoeken de zaak van een afgehakt hoofd. Warrick, Sofia en Greg onderzoeken een schietpartij in een busje. |
| 105 | 13  | Nesting Dolls                  | 3 februari 2005   | Wanneer twee lichamen bedekt met teer worden gevonden, moet het CSI-team proberen hun identiteit vast te stellen en de moordenaars op te sporen. Sara wordt berispt door Ecklie voor onbehoorlijk gedrag. |
| 106 | 14  | Unbearable                     | 10 februari 2005  | Catherine en haar team onderzoeken een jager en een beer die dood zijn gevonden in de bergen. Ondertussen bekijkt Grissoms team de dood van een jonge moeder. |
| 107 | 15  | King Baby                      | 17 februari 2005  | Grissom en Catherines team werken samen om de dood van een beroemde casino-eigenaar te onderzoeken. |
| 108 | 16  | Big Middle                     | 24 februari 2005  | Grissom en zijn team zijn op zoek naar een moordenaar op een conventie. Catherine en haar team onderzoeken de wereld van sportweddenschappen wanneer een man dood wordt aangetroffen in het bos. |
| 109 | 17  | Compulsion                     | 10 maart 2005     | Het team van Catherine werkt aan de moord op een 12-jarige jongen die is doodgeslagen in zijn slaap. Grissoms team werkt aan de moord op een stewardess, die verdacht veel vergelijkingen vertoont met een moord van jaren geleden. |
| 110 | 18  | Spark of Life                  | 31 maart 2005     | Grissom, Sara en Greg onderzoeken een bosbrand waarbij een man is overleden en een vrouw het heeft overleefd. Catherine, Nick en Warrick onderzoeken de dood van een gezin in hun huis. |
| 111 | 19  | 4x4                            | 14 april 2005     | Het is een drukke nacht in het lab, want het CSI-team onderzoekt vier gevallen: een gestolen Hummer, een moord, de dood van een bodybuilder en de dood van een jongen gevonden op een bankje. |
| 112 | 20  | Hollywood Brass                | 21 april 2005     | Jim Brass reist naar Los Angeles wanneer zijn dochter Ellie zijn hulp inroept omdat haar vriend wordt vermist. |
| 113 | 21  | Committed                      | 28 april 2005     | Sara begeleidt Grissom naar een psychiatrisch ziekenhuis waar een van de gevangenen op zijn kamer is vermoord. |
| 114 | 22  | Weeping Willows                | 5 mei 2005        | Er wordt een meisje gevonden dat door haar hoofd is geschoten. Catherine Willows kent haar: zij was de avond ervoor ook in het café. Gil Grissom spreekt zijn ongenoegen uit over de betrokkenheid van Catherine en wil haar voor alle zekerheid beschermen, maar dan wordt er weer een ander lichaam gevonden, ook uit hetzelfde café. |
| 115 | 23  | Iced                           | 12 mei 2005       | Sara en Greg onderzoeken de dood van twee studenten op een slaapzaal. Nick, Warrick en Catherine onderzoeken de dood van een man die levenloos wordt aangetroffen in een 'graancirkel'. |
| 116 | 24  | Grave Danger: Part 1           | 19 mei 2005       | Regisseur en script: Quentin Tarantino. CSI Nick Stokes is ontvoerd tijdens een onderzoek en levend door zijn ontvoerder begraven in een glazen kist. De politie van Las Vegas ontvangt een pakje met daarin een video en een USB-key, waarmee Nick in de glazen kist te zien, en de eis een losgeld van 1 miljoen dollar te betalen voor zijn vrijlating. De burgemeester weigert het geld te betalen en Catherine haalt haar vermogende vader over om het geld beschikbaar te stellen. Grissom regelt een ontmoeting met de ontvoerder teneinde het geld af te leveren en achter Nicks verblijfplaats te komen. |
| 117 | 25  | Grave Danger: Part 2           | 19 mei 2005       | Nadat Grissom de ontvoerder zijn geld heeft gegeven, blaast de laatste zichzelf op zonder te vertellen waar Nick is begraven. De teamleden moeten nu al hun kennis en middelen inzetten, in een race tegen de klok, om Nick te vinden voordat hij geen zuurstof meer heeft. |

## Seizoen 6 (2005-2006)
| Nr. | Nr. | Titel aflevering                 | Uitzenddatum VS   | Samenvatting |
| --- | --- | -------------------------------- | ----------------- | --- |
| 118 | 1   | Bodies in Motion                 | 22 september 2005 | Het CSI-team onderzoekt een explosie op een trailerpark waarbij de eigenaresse van de trailer en een onbekende man zijn gedood. Catherine en Warrick onderzoeken de dood van een stripper. Warrick blijkt plots getrouwd. Op het lab arriveert een cassettebandje met gegevens over Nicks ontvoering.  |
| 119 | 2   | Room Service                     | 29 september 2005 | De veelbelovende filmster Julian Harper wordt na een wild feestje met zijn groupies dood aangetroffen in zijn hotelsuite. In een andere zaak leidt een dode taxichauffeur het team naar een reeks moorden op werkende immigranten.                                                                     |
| 120 | 3   | Bite Me                          | 6 oktober 2005    | Een vrouw wordt door haar man badend in het bloed op de trap gevonden. De dubieuze dood leidt het CSI-team naar ontrouw en een nog groter geheim. |
| 121 | 4   | Shooting Stars                   | 13 oktober 2005   | Een man verjaagt een stel raddraaiers van zijn erf en vindt vervolgens een lichaam in zijn tuin. Op een verlaten militair terrein in de buurt van zijn huis vindt het team elf doden. |
| 122 | 5   | Gum Drops                        | 20 november 2005  | Het CSI-team vermoedt dat een compleet gezin is vermoord. Nick gelooft echter dat een jong meisje het bloedbad heeft overleefd omdat zij een spoor van kauwgom heeft achtergelaten. |
| 123 | 6   | Secrets & Flies                  | 3 november 2005   | Catherine onderzoekt de moord op een jonge moeder die beweerde dat God had zwanger had gemaakt terwijl Grissom moet getuigen in een rechtszaak waar een expert-getuige met een twijfelachtige reputatie voor de verdediging getuigt.                                                                   |
| 124 | 7   | A Bullet Runs Through It, Part 1 | 10 november 2005  | Na een enorm vuurgevecht tussen de politie van Las Vegas en Latijns-Amerikaanse bendeleden moet het CSI-team de honderden kogels die zijn afgevuurd vinden en onderzoeken om er achter te komen wat er precies is gebeurd.                                                                             |
| 125 | 8   | A Bullet Runs Through It, Part 2 | 17 november 2005  | Het CSI-team heeft een flinke kluif aan de enorme berg bewijsmateriaal, die na het vuurgevecht is aangetroffen. Ze moeten ook de kogel vinden die hun collega doodde om er achter te komen wie hem neerschoot.                                                                                         |
| 126 | 9   | Dog Eat Dog                      | 24 november 2005  | Het lichaam van een man met een zeer volle maag wordt in een vuilcontainer gevonden. Catherine en Brass krijgen deze zaak toegewezen en ontdekken dat de man een eetprobleem had. Een echtpaar dat in scheiding ligt wordt dood gevonden op de vloer van hun huis. Hun hond is de eerste verdachte.    |
| 127 | 10  | Still Life                       | 8 december 2005   | Het CSI-team wordt opgeroepen om te helpen wanneer Karen Mathews meldt dat haar zoon is vermist tijdens het spelen in de speeltuin. De jongen wordt uiteindelijk gevonden in een winkel, vergezeld met een andere vrouw; Van wie is het kind?                                                          |
| 128 | 11  | Werewolves                       | 5 januari 2006    | Het team onderzoekt de tragische dood van een man die overmatige lichaamsbeharing heeft. Ze ontdekken al snel dat de man een tweelingzus had, die, samen met hun moeder, op mysterieuze wijze is verdwenen.                                                                                            |
| 129 | 12  | Daddy's Little Girl              | 19 januari 2006   | De CSI onderzoeken de moord op een een motorcrossracer Intussen, onderzoeken Catherine en Nick de dood van een accountant die aangereden werd door haar eigen auto. Nick komt dichter bij de waarheid over zijn ontvoering.                                                                            |
| 130 | 13  | Kiss Kiss, Bye Bye               | 26 januari 2006   | De CSI zoekt op een feestje uit wie een jonge man heeft gedood. Sam Braun is opnieuw een verdachte in de moordzaak. |
| 131 | 14  | Killer                           | 2 februari 2006   | De CSI onderzoeken twee moorden in hetzelfde gebied: een man gedood in een schaduwrijke motel, en een tienermeisje dat is omgekomen bij een auto-ongeluk. |
| 132 | 15  | Pirates of the Third Reich       | 9 februari 2006   | Een halfnaakte vrouw wordt half begraven gevonden in de woestijn met een verbranding op haar arm. Ze heeft geen haar en mist haar rechterhand. De vrouw blijkt de vervreemde dochter van Lady Heather te zijn.                                                                                         |
| 133 | 16  | Up in Smoke                      | 2 maart 2006      | Wanneer een lichaam is gevonden ernstig verbrand in een schoorsteen, herinneren Catherine en Warrick dat uit een onopgeloste moordzaak van een jaar geleden. |
| 134 | 17  | I Like to Watch                  | 9 maart 2006      | Het team wordt gevolgd door een reality tv-ploeg als ze de wrede verkrachting van een makelaar onderzoeken. Als blijkt dat de video is gewist, denkt met aan een mogelijke dader bij de tv-ploeg: een brandweerman Opmerking: dit verhaal is gebaseerd op het waargebeurde geval van Peter Braunstein. |
| 135 | 18  | The Unusual Suspect              | 30 maart 2006     | De tiener, Marlon, wordt vervolgd voor moord op Stacey, een van zijn vrouwelijke klasgenoten. Tijdens zijn proces, bekend zijn 12-jarige zus Hannah dat zij de moord heeft gepleegd. |
| 136 | 19  | Spellbound                       | 6 april 2006      | Een helderziende voorspelt haar eigen dood tijdens een sessie met twee klanten. |
| 137 | 20  | Poppin' Tags                     | 13 april 2006     | Het CSI-team begeeft zich in de wereld van rap en hiphop als drie rivaliserende rappers worden vermoord. |
| 138 | 21  | Rashomama                        | 27 april 2006     | Het CSI-team wordt ingeschakeld om de moord op een rijke, onaangename, aanklager te onderzoeken. |
| 139 | 22  | Time of Your Death               | 4 mei 2006        | Het team onderzoekt de dood van een man in een net pak en de sleutels van een Ferrari, die is gedumpt in een steegje. |
| 140 | 23  | Bang-Bang, Part 1                | 11 mei 2006       | Een vrouw is in haar huis door het hoofd geschoten. Haar echtgenoot is in geen velden of wegen te bekennen en is daarom meteen hoofdverdachte. |
| 141 | 24  | Way to Go, Part 2                | 18 mei 2006       | Kapitein Brass is in zijn borst in geschoten en vecht voor zijn leven. Ondertussen onderzoekt het team de zaak van een onthoofd slachtoffer met een obsessie voor burgeroorlogen. |

## Seizoen 7 (2006-2007)
| Nr. | Nr. | Titel aflevering                      | Uitzenddatum VS   | Uitzenddatum NL   | Samenvatting |
| --- | --- | ------------------------------------- | ----------------- | ----------------- | --- |
| 142 | 1   | Built To Kill, Part 1                 | 21 september 2006 | 27 november 2006  | Een man heeft zich door het hoofd geschoten en heeft het pistool nog in zijn hand. Brass en Sara buigen zich over de zaak. Catherine wordt halfnaakt wakker in een lege motelkamer. De avond ervoor heeft is ze met Nick naar een club geweest. Nadat een vreemde haar een drankje aanbood weet ze niet wat er is gebeurd.                                               |
| 143 | 2   | Built To Kill, Part 2                 | 28 september 2006 | 4 december 2006   | Catherine probeert erachter te komen wat er 's nachts met haar is gebeurd als haar auto met opzet wordt aangereden en haar dochter van de achterbank wordt ontvoerd. De rest van het team onderzoekt de dood van een oude rockster. |
| 144 | 3   | Toe Tags                              | 5 oktober 2006    | 12 februari 2007  | Grissom geeft een groep studenten een rondleiding in het mortuarium en het forensisch laboratorium. De doden doen zelf uit de doeken hoe ze zijn gestorven. |
| 145 | 4   | Fannysmackin                          | 12 oktober 2006   | 19 februari 2007  | Het team onderzoekt een reeks brutale toeristische mishandelingen die plaatsvinden binnen de tijd van een paar uur in de stad, allemaal gedaan door een groep met vreemde fysieke eigenschappen. |
| 146 | 5   | Double-Cross                          | 19 oktober 2006   | 26 februari 2007  | Grissom en zijn team onderzoeken het geval van een vrouw die dood is aangetroffen in een kerk. Ze is gekruisigd. Het team ontdekt al snel een driehoeksverhouding. |
| 147 | 6   | Burn Out                              | 2 november 2006   | 5 maart 2007      | Als twee jonge jongens worden vermist, schakelt Grissom de hulp van een Pedofiel in. Echter, het geval blijkt veel ingewikkelder dan Grissom of de rest van het CSI-team ooit had verwacht. |
| 148 | 7   | Post Mortem                           | 9 november 2006   | 12 maart 2007     | Wanneer een oudere vrouw wordt vermoord, kijken de CSI'ers naar de buurman en neef als mogelijke verdachten. |
| 149 | 8   | Happenstance                          | 16 november 2006  | 19 maart 2007     | Twee eeneiige-tweelingzussen worden dood aangetroffen. Ze zijn als kind door verschillende ouders geadopteerd en weten niet van elkaars bestaan af. |
| 150 | 9   | Living Legend                         | 23 november 2006  | 26 maart 2007     | Het CSI-team onderzoekt een serie moorden die mogelijk te maken heeft met een maffiabaas die in de jaren zeventig verdween. |
| 151 | 10  | Loco Motives                          | 7 december 2006   | 2 april 2007      | Gil vind een derde miniatuur van een plaats delict in een kippenslachterij waar het lichaam van een dode man ligt. Het CSI-team weet dat de dader een serie-moordenaar is. Verder wordt een man aangetroffen die vast zit in cement naast het dode lichaam van een vrouw. In een andere zaak wordt een dode vrouw in haar keuken aangetroffen met haar hoofd in de oven. |
| 152 | 11  | Leaving Las Vegas                     | 4 januari 2007    | 9 april 2007      | Catherine probeert een beschuldigde moordenaar, die eerder werd vrijgesproken, voor een tweede gelijksoortige moord alsnog veroordeeld te krijgen. Gil kondigt aan dat hij een sabbatical gaat nemen. |
| 153 | 12  | Sweet Jane                            | 18 januari 2007   | 16 april 2007     | Het CSI-team wordt versterkt met de nieuwe detective Michael Keppler. Samen met Catherine gaat hij op onderzoek uit omdat in een verlaten gebied een onbekende vrouw dood is aangetroffen. |
| 154 | 13  | Redrum                                | 25 januari 2007   | 23 april 2007     | Catherine belooft detective Keppler te helpen bij een geheim en omstreden plan om de moordenaar van een populair politicus aan te houden. |
| 155 | 14  | Meet Market                           | 1 februari 2007   | 30 april 2007     | Een verbrand stoffelijk overschot leidt Nick en Keppler naar een zwarte markt in menselijke lichaamsdelen. |
| 156 | 15  | Law of Gravity                        | 8 februari 2007   | 20 augustus 2007  | Keppler verzwijgt dat hij een persoonlijke band heeft met een gepensioneerde politieagent die een dubbele moord heeft gemeld. |
| 157 | 16  | Monster in the Box                    | 15 februari 2007  | 27 augustus 2007  | Grissom keert terug van verlof en is geschokt wanneer hij een pakket ontvangt met een miniatuurreplica van een plaats delict van een moord die nog niet heeft plaatsgevonden. |
| 158 | 17  | Fallen Idols                          | 22 februari 2007  | 3 september 2007  | Grissom en zijn team zijn ontmoedigd als ze een plas bloed vinden tijdens een onderzoek naar de vermissing van de aanvoerster van een cheerleadersteam en haar populaire basketballende vriendje Ryan op een middelbare school. |
| 159 | 18  | Empty Eyes                            | 29 maart 2007     | 10 september 2007 | Zes showgirls zijn vermoord in hun huurhuis en Sara wordt achtervolgd door de laatste woorden van het laatste slachtoffer, als ze sterft in Sara's armen. |
| 160 | 19  | Big Shots                             | 5 april 2007      | 17 september 2007 | Grissom, Nick en Greg onderzoeken de moord op een misdadiger hij is neergeschoten in een limo. Ondertussen onderzoekt Catherine, Sofia en Warrick de dood van een vrouw die werd gesleept achter een bewegend voertuig. |
| 161 | 20  | Lab Rats                              | 12 april 2007     | 24 september 2007 | Terwijl Grissom en de andere collega's aan nieuwe zaken werken gaat Hodges met Archie, Henry en Mandy aan de slag om nieuwe aanwijzingen te ontdekken in de zaak van de miniatuurreplica's. |
| 162 | 21  | Ending Happy                          | 26 april 2007     | 1 oktober 2007    | In de buurt van een bordeel wordt het lijk van een bokser gevonden. Het slachtoffer heeft veel verwondingen en er zijn veel verdachten. |
| 163 | 22  | Leapin'Lizards                        | 3 mei 2007        | 8 oktober 2007    | Het CSI-team onderzoekt de moord op een vrouw en komt erachter dat een aantal verdachten lid is van een UFO-club. |
| 164 | 23  | The Good, the Bad, and the Dominatrix | 10 mei 2007       | 15 oktober 2007   | Lady Heather wordt gewond aangetroffen na een ontmoeting met een klant. Ze werd mishandeld en kon zichzelf niet verdedigen. Als Messing en Catherine terugkomen op de plaats delict, vinden ze een van de bewakers dood. |
| 165 | 24  | Living Doll, Part 1                   | 17 mei 2007       | 22 oktober 2007   | Het CSI-team is heel dicht bij het achterhalen van de identiteit van de miniatuur-replica-moordenaar. Ze ontdekken dat het een vrouw is. Voordat ze haar kunnen vinden, verdwijnt Sara en vindt Grissom een miniatuur van haar dood. |

## Seizoen 8 (2007-2008)
| Nr. | Nr. | Titel aflevering                    | Uitzenddatum VS   | Uitzenddatum NL   | Samenvatting |
| --- | --- | ----------------------------------- | ----------------- | ----------------- | --- |
| 166 | 1   | Dead Doll, Part 2                   | 27 september 2007 | 3 december 2007   | Het weer zit tegen en de woestijn vormt een uitdaging in de zenuwslopende zoektocht naar Sara, die werd ontvoerd door de miniatuur-replica-moordenaar en achtergelaten om te sterven onder een vernielde auto in de woestijn.                                                                 |
| 167 | 2   | A La Cart                           | 4 oktober 2007    | 10 december 2007  | Grissom, Nick, en Greg onderzoekt de dood onder verdachte omstandigheden van een go-kart racer, Catherine en Warrick onderzoeken de mysterieuze moord in een restaurant op de uitgever van een populaire mannenblad.                                                                          |
| 168 | 3   | Go To Hell                          | 11 oktober 2007   | 17 december 2007  | Het team onderzoekt de moord op een echtpaar en hun jongste dochter, en het verdwijnen van hun oudere dochter, die wordt verondersteld te zijn bezeten door de duivel. Ondertussen Sara en een nieuwe CSI, Ronnie, onderzoeken de dood van een dakloze man gevonden op een vuilnisbelt.       |
| 169 | 4   | The Case of the Cross Dressing Carp | 18 oktober 2007   | 25 februari 2008  | De zelfmoord van een mogelijk hermafrodiete man is aangesloten op een bedorven watervoorziening. |
| 170 | 5   | The Chick Chop Flick Shop           | 1 november 2007   | 3 maart 2008      | Het team onderzoekt de moord op Weatherley Adams, een horror-/slasherfilmactrice op de set met een bijl in haar rug. De autopsie onthult dat ze werd doorboord, maar dat de bijl niet het moordwapen was.                                                                                     |
| 171 | 6   | Who & What                          | 8 november 2007   | 10 maart 2008     | De FBI Jack Malone (Anthony LaPaglia) bundelt de krachten met Grissom om een seriemoordenaar te kunnen achterhalen die zes jaar geleden een kind had ontvoerd in New York. (Het verhaal eindigt in de serie Without a Trace afl. "Where and Why.")                                            |
| 172 | 7   | Goodbye and Good Luck               | 15 november 2007  | 17 maart 2008     | De CSI onderzoekt de dood van een eerstejaarsstudent. Terwijl Sara de zaak onderzoekt komt ze weer in aanraking met Hannah West. Zal ze doorgaan of zou ze denken aan ontslag? |
| 173 | 8   | You Kill Me                         | 22 november 2007  | 24 maart 2008     | Hodges maakt hypothetische moorden in het lab om zijn collega's een kans te geven om CSI na te spelen. Ondertussen, probeert iedereen Grissom te troosten na Sara's afscheid. |
| 174 | 9   | Cockroaches                         | 6 december 2007   | 31 maart 2008     | Nadat een man uit een vuilniswagen is gegooid, denkt Warrick de dader te kennen. Helaas, Warricks verslaving aan pillen en een roekeloze levensstijl hebben een negatieve invloed op zijn werk.                                                                                               |
| 175 | 10  | Lying Down with Dogs                | 13 december 2007  | 7 april 2008      | Het lichaam van een rijke socialite, die bekendstaat om haar charitatieve bijdragen, is ontdekt op een stortplaats, samen met de lichamen van meerdere honden. Warrick probeert de dader te zoeken die hem een moord in zijn schoenen wil schuiven.                                           |
| 176 | 11  | Bull                                | 10 januari 2008   | 14 april 2008     | Tijdens een bull riding vallen drie doden. Het eerste slachtoffer is een stier renner die wordt ontdekt na uren in een lege arena. De tweede is een hit-and-run-slachtoffer dat is gekoppeld aan de dode stier. Later wordt een derde slachtoffer gevonden, een plaatselijke pooier.          |
| 177 | 12  | Grissom's Divine Comedy             | 3 april 2008      | 1 september 2008  | Grissom wordt opgeroepen door DA Maddie Klien een getuige-deskundige in een zaak tegen een zeer gevaarlijke Las Vegas-bende. |
| 178 | 13  | A Thousand Days On Earth            | 10 april 2008     | 8 september 2008  | De verontrustende dood van een 3-jarige meisje in een doos heeft een grote impact op Catherine als ze zoekt naar aanwijzingen aan de moord. |
| 179 | 14  | Drops Out                           | 17 april 2008     | 15 september 2008 | Messing, Grissom en Nick werken het geval van een vrouwelijk slachtoffer gevonden in een appartementsgebouw met een schotwond. Ze ontdekken ook een ander slachtoffer in het appartement daarboven.                                                                                           |
| 180 | 15  | The Theory of Everything            | 24 april 2008     | 22 september 2008 | Het hele team onderzoekt enkele gevallen: de dood van een man die in levend is verbrand, de dood van een vrouw met groen bloed; en de dood van een oud-echtpaar. (Opmerking: Jamie Hyneman en Adam Savage maken een cameo verschijning als laboranten. De proef is ook gedaan in MythBusters) |
| 181 | 16  | Two and a Half Deaths               | 1 mei 2008        | 29 september 2008 | De moeilijke ster (Katey Sagal) wordt vermoord tijdens het filmen van een episode in Las Vegas. Het onderzoek onthult tal van verdachten. (Opmerking: Het script is geschreven door Two and a Half Men Makers.)                                                                               |
| 182 | 17  | For Gedda, Part 1                   | 15 mei 2008       | 6 oktober 2008    | Warrick wordt beschuldigd van moord op een Las Vegas-gangster. Nog meer verontrustend is het feit dat Warrick niet zeker weet of hij onschuldig of schuldig is aan het misdrijf. |

## Seizoen 9 (2008-2009)
Bijzonderheden:
- Warrick Brown (Gary Dourdan) wordt doodgeschoten in zijn auto. Riley Adams (Lauren Lee Smith) vervangt hem een seizoen.
- Gil Grissom (William Peetersen) besluit CSI te verlaten. Raymond Langston volgt hem op.

| Nr. | Nr. | Titel aflevering           | Uitzenddatum VS  | Uitzenddatum NL  | Samenvatting |
| --- | --- | -------------------------- | ---------------- | ---------------- | --- |
| 183 | 1   | For Warrick, Part 2        | 9 oktober 2008   | 23 februari 2009 | CSI'er Warrick Brown is doodgeschoten in zijn auto, het hele team treurt om het verlies van hun collega; terwijl voor hun onbekend is wie de moordenaar is.                                                          |
| 184 | 2   | The Happy Place            | 16 oktober 2008  | 2 maart 2009     | Nick en Catherine onderzoeken waarom een vrouw die op het punt om te trouwen zelfmoord heeft gepleegd. Ook Grissom onderzoekt de brute moord van een vrouw die gevonden werd in een steegje.                         |
| 185 | 3   | Art Imitates Life          | 23 oktober 2008  | 9 maart 2009     | Het team onderzoekt de dood van een vrouw in het park; Ecklie kiest Riley Adams een nieuwe invaller voor Warrick Brown.                                                                                              |
| 186 | 4   | Let it Bleed               | 30 oktober 2008  | 16 maart 2009    | Het is Halloween en Nick en Riley zijn getuige van een man die verkleed als agent een supermarkt berooft. Ondertussen onderzoekt de rest de moord op de dochter van een grote drugsbaron.                            |
| 187 | 5   | Leave Out All the Rest     | 6 november 2008  | 23 maart 2009    | Een lichaam is gevonden in de woestijn en de man zijn vriendin wordt vermist. Na het ontdekken van de naald markeringen op het lichaam van het slachtoffer, wendt Grissom zich tot Lady Heather om hulp.             |
| 188 | 6   | Say Uncle                  | 13 november 2008 | 30 maart 2009    | Het CSI-team onderzoekt een schietpartij bij een Koreatown-buurtfeest, waarin de moeder en de oom van een kleine jongen, Park Bang, zijn vermoord.                                                                   |
| 189 | 7   | Woulda, Coulda, Shoulda    | 20 november 2008 | 6 april 2009     | Greg, Riley, en Brass doen onderzoek naar de dood van een vrouw. Catherine en Nick onderzoeken hoe twee tieners omgekomen zijn door een auto-ongeluk. In de tussentijd woont Grissom de proef van Natalie Davis bij. |
| 190 | 8   | Young Man With a Horn      | 4 december 2008  | 13 april 2009    | Het CSI-team ontdekt een verband tussen de dood van een populaire jonge zanger en een moord die meer dan 50 jaar geleden is gebeurd.                                                                                 |
| 191 | 9   | 19 Down, Part 1            | 11 december 2008 | 20 april 2009    | Wanneer een nieuwe moord leidt tot een verbinding met een beruchte seriemoordenaar, voegt Grissom de bekende crimineel patholoog Dr. Raymond Langston (Fishburne) toe aan zijn team.                                 |
| 192 | 10  | One To Go, Part 2          | 15 januari 2009  | 27 april 2009    | Het CSI-team werkt aan de laatste zaak, waarna Grissom het team verlaat. |
| 193 | 11  | The Grave Shift            | 22 januari 2009  | 4 mei 2009       | Dr. Langston's heeft zijn eerste dag als CSI-lid. Hij mag gelijk een inbraak oplossen wat geen inbraak blijkt te zijn.                                                                                               |
| 194 | 12  | Disarmed And Dangerous     | 29 januari 2009  | 11 mei 2009      | Het CSI-team worden opgeroepen wanneer een undercover FBI-agent op brute wijze is vermoord. |
| 195 | 13  | Deep Fried And Minty Fresh | 12 februari 2009 | 18 mei 2009      | Men onderzoek de moord in een fast food restaurant en de vreemde dood van een vrouw die twee tubes tandpasta heeft ingenomen.                                                                                        |
| 196 | 14  | Miscarriage Of Justice     | 19 februari 2009 | 25 mei 2009      | Terwijl Langston getuigt in het proces, pleegt de dader zelfmoord met het moordwapen, daardoor moet het team de zaak weer opnieuw uitzoeken.                                                                         |
| 197 | 15  | Kill Me If You Can         | 26 februari 2009 | 1 juni 2009      | De CSI'ers worden opgeroepen om drie verschillende delicten in één nacht: de moord op een kunsthandelaar, de moord op een vrouw in een motel en de dood van een man in zijn auto. Is er een link tussenbeide?        |
| 198 | 16  | Turn, Turn, Turn           | 5 maart 2009     | 8 juni 2009      | We volgen de gebeurtenissen van de inwoners van een louche motel. Eén CSI'er in het bijzonder vindt zichzelf emotioneel betrokken.                                                                                   |
| 199 | 17  | No Way Out                 | 12 maart 2009    | 15 juni 2009     | Langston en Riley worden gegijzeld tijdens de nasleep van een vuurgevecht. |
| 200 | 18  | Mascara                    | 2 april 2009     | 22 juni 2009     | Dr. Langston is geschokt als een ex-studente van hem wordt vermoord en hij ontdekt dat ze onderzoek deed naar een seriemoordenaar.                                                                                   |
| 201 | 19  | The Descent of Men         | 9 april 2009     | 29 juni 2009     | Nick en Riley onderzoeken de dood van een overleden skydiver, terwijl Dr. Langston de dood van een religieuze leider in de woestijn onderzoekt.                                                                      |
| 202 | 20  | A Space Oddity             | 16 april 2009    | 25 januari 2010  | Hodges en Wendy lopen elkaar tegen het lijf op een bijeenkomst voor sciencefictionfans. Een acteur uit hun favoriete televisieshow wordt vermoord.                                                                   |
| 203 | 21  | If I Had A Hammer...       | 23 april 2009    | 1 februari 2010  | Een oude zaak van Catherine wordt heropend wanneer de verdachte na 18 jaar in de gevangenis gezeten te hebben het bewijs dat hem veroordeelde succesvol aanvecht.                                                    |
| 204 | 22  | The Gone Dead Train        | 30 april 2009    | 8 februari 2010  | Dr. Robbins stelt vast dat in een aantal onopgeloste zaken hondsdolheid de doodsoorzaak was. Ze lijken in verband te staan met een tattooshop in bezit van een voormalige lijkschouwer uit Reno.                     |
| 205 | 23  | Hog Heaven                 | 7 mei 2009       | 15 februari 2010 | Een motorrijder is op brute wijze doodgestoken in een motorbar. Dan blijkt dat hij een verraden undercover agent was.                                                                                                |
| 206 | 24  | All In                     | 14 mei 2009      | 22 februari 2010 | Langston onderzoekt een moord die verband houdt met de ontdekking van zeldzame, waardevolle fiches van een legendarisch casino uit 1980.                                                                             |

## Seizoen 10 (2009-2010)
Bijzonderheden:
- Riley Adams (Lauren Lee Smith) is niet meer te zien in seizoen 10.
- Sara Sidle (Jorja Fox) keert terug.
- Raymond Langston (Laurence Fishburne) krijgt promotie. Hij jaagt bijna het gehele seizoen op seriemoordenaar dr. Jeckyll.

| Nr. | Nr. | Titel aflevering      | Uitzenddatum VS   | Uitzenddatum NL  | Uitzenddatum VL  | Plotomschrijving |
| --- | --- | --------------------- | ----------------- | ---------------- | ---------------- | --- |
| 207 | 1   | Family Affair         | 24 september 2009 | 8 maart 2010     | 20 februari 2011 | Wanneer een opkomende jonge ster in een verkeersongeval om het leven komt, beweert haar stalker dat hij het slachtoffer opzettelijk heeft aangereden. Verder onderzoek toont aan dat de man niet zo schuldig is als hij beweert, en dat de zaak met een andere moord te maken heeft. Wanneer iemand het lichaam van het slachtoffer probeert te stelen, neemt het CSI-team de zaak persoonlijk. |
| 208 | 2   | Ghost Town            | 1 oktober 2009    | 15 maart 2010    | 27 februari 2011 | Seriemoordenaar Paul Millander komt weer in het vizier van het CSI-team wanneer zijn geadopteerde zoon in verband wordt gebracht met een moordzaak. Ondertussen onderzoeken Al en Ray een geheimzinnige zaak. |
| 209 | 3   | Working Stiffs        | 8 oktober 2009    | 22 maart 2010    | 6 maart 2011     | Twee ondergewaardeerde personeelsleden besluiten samen het casino te beroven. De dingen lopen echter niet zoals gepland en de overval eindigt in een gruwelijke moord. |
| 210 | 4   | Coup de Grace         | 15 oktober 2009   | 29 maart 2010    | 13 maart 2011    | Een politieman vermoordt zijn collega, terwijl het CSI-team probeert te ontdekken of het gaat om een ongeluk of dat het expres was. |
| 211 | 5   | Bloodsport            | 29 oktober 2009   | 5 april 2010     | 20 maart 2011    | Een prominente voetbalcoach wordt vermoord in zijn huis, en het hele team dat hij leidde wordt een verdachte tijdens het onderzoek. Het onderzoek leidt naar een andere onopgeloste moordzaak. |
| 212 | 6   | Death and the Maiden  | 5 november 2009   | 12 april 2010    | 27 maart 2011    | Twee moorden, die niets met elkaar te maken te hebben, blijken deel uit te maken van een geheim complot. |
| 213 | 7   | The Lost Girls        | 12 november 2009  | 1 maart 2010     | 31 oktober 2010  | Ray probeert een meisje te vinden dat ontvoerd wordt door vrouwenhandelaars. Hij gelooft dat het slachtoffer deel uitmaakt van een prostituee club in Las Vegas. |
| 214 | 8   | Lover's Lanes         | 19 november 2009  | 19 april 2010    | 3 april 2011     | Een moord bij een bowling club leidt naar een heel verdacht onderwerp binnen het onderzoek. |
| 215 | 9   | Appendicitement       | 10 december 2009  | 26 april 2010    | 10 april 2011    | Onverwachts raken Nick, Greg en Hodges betrokken bij een moord en dit keer hebben ze geen forensische snufjes om de zaak op te lossen. |
| 216 | 10  | Better Off Dead       | 17 december 2009  | 3 mei 2010       | 17 april 2011    | Een schietpartij in een vuurwapenwinkel leidt naar een vrouw die deel uitmaakt van een zelfmoordpact. |
| 217 | 11  | Sin City Blue         | 14 januari 2010   | 10 mei 2010      | 24 april 2011    | Twee beeldschone vrouwen worden vermoord in Las Vegas en de CSI'ers proberen erachter te komen wie de moordenaar is. Ondertussen zet Ray zijn onderzoek voort naar de gestoorde Dr. Jekyll. |
| 218 | 12  | Long Ball             | 21 januari 2010   | 17 mei 2010      | 1 mei 2011       | Een zeer professionele golfer wordt vermoord tijdens een belangrijke wedstrijd. Het team moet de moord zien op te lossen. |
| 219 | 13  | Internal Combustion   | 4 februari 2010   | 24 mei 2010      | 8 mei 2011       | De CSI'ers onderzoeken de moord op twee scholieren die deelnamen aan een illegale autorace. |
| 220 | 14  | Unshockable           | 4 maart 2010      | 31 mei 2010      |                  | Als een bandlid van de Rascal Flatts is geëlektrocuteerd door zijn eigen gitaar tijdens een concert, onderzoekt het CSI-team of het geen vals spel was. |
| 221 | 15  | Neverland             | 11 maart 2010     | 7 juni 2010      |                  | CSI onderzoekt de moord van een jonge jongen en brengt bewijsmateriaal aan het licht dat deze dood verbindt met een ouder geval dat nu weer op is gedoken. |
| 222 | 16  | The Panty Sniffer     | 1 april 2010      | 11 oktober 2010  |                  | CSI onderzoekt de moord op een casinohotels evenementenplanner. Uit het onderzoek blijkt dat het plannen van een ongebruikelijke convention weleens haar leven heeft kunnen kosten. Ondertussen zijn twee andere hotelgasten verdacht wanneer blijkt dat zij drugs maken en verkopen aan minderjarige feestvierders.                                                                            |
| 223 | 17  | Irradiator            | 8 april 2010      | 18 oktober 2010  |                  | Wanneer het CSI-team een brute moord op een familie onderzoekt, leidt het spoor naar het naastgelegen huis, dat behoort tot “Dr. Jekyll" de seriemoordenaar. |
| 224 | 18  | Field Mice            | 15 april 2010     | 25 oktober 2010  |                  | Wanneer Hodges en Wendy een groep high school CSI Explorer Scouts begeleiden op een field trip, gaan ze net iets te ver op in hun rol van het oplossen van cases. |
| 225 | 19  | World's End           | 22 april 2010     | 1 november 2010  |                  | Op Lindseys school (dochter van Catherine) wordt een jongen gevonden in het riool. Niemand lijkt hem te mogen maar is dat een reden hem te vermoorden? |
| 226 | 20  | Take My Life, Please! | 29 april 2010     | 8 november 2010  |                  | Net voor het rentree van een komisch duo wordt een van hen dood aangetroffen in zijn kleedkamer. Is het de perfecte moord? De andere teamleden houden zich bezig met een door kogels doorzeefd lichaam. |
| 227 | 21  | Lost & Found          | 6 mei 2010        | 15 november 2010 |                  | Een moeder die treurt over het verlies van haar familie wordt drie jaar daarvoor hoofdverdachte van een CSI-case. |
| 228 | 22  | Doctor Who, Part 1    | 13 mei 2010       | 22 november 2010 |                  | Deel 1/2: Het CSI-team moet een van het team onderzoeken wanneer Langston wordt beschuldigd door een vroegere collega van betrokkenheid aan de moorden van Dr. Jekyll. Bill Irwin ("Rachel Getting Married") keert terug als Nate Haskell, de beruchte " Dick en Jane" moordenaar, die waardevolle informatie over de case kan hebben.                                                          |
| 229 | 23  | Meat Jekyll, Part 2   | 20 mei 2010       | 29 november 2010 |                  | Deel 2/2: De levens van het CSI-team komen in gevaar als ze Dr. Jekyll op de hielen zitten en meer dan één lid van het team lijkt de ontmaskering niet meer mee te gaan maken … |

## Seizoen 11 (2010-2011)
Bijzonderheden:
- Seriemoordenaar Nate Haskell is meerdere keren te zien in de serie.

| Nr. | Nr. | Titel aflevering              | Uitzenddatum VS   | Uitzenddatum NL  | Uitzenddatum VL   | Samenvatting |
| --- | --- | ----------------------------- | ----------------- | ---------------- | ----------------- | --- |
| 230 | 1   | Shock Waves                   | 23 september 2010 | 6 december 2010  | 21 september 2012 | De CSI'ers komen in aanraking met een tiener (gespeeld door Justin Bieber) in problemen, die een moeilijke keuze moet maken. |
| 231 | 2   | Pool Shark                    | 30 september 2010 | 13 december 2010 | 28 september 2012 | Het team CSI onderzoekt een haaienaanval in het zwembad van een casinohotel. |
| 232 | 3   | Blood Moon                    | 7 oktober 2010    | 20 december 2010 | 12 oktober 2012   | De CSI'ers onderzoeken een bloedige moord en raken betrokken in een wereld van vampieren en weerwolven. |
| 233 | 4   | Sqweegel                      | 14 oktober 2010   | 3 januari 2011   | 5 oktober 2012    | Diverse personen worden vermoord door een mysterieus en lenig wezen in een zwarte latex bodysuite (Sqweegel). Een nieuwe seriemoordenaar lijkt geboren … |
| 234 | 5   | House of Hoarders             | 21 oktober 2010   | 10 januari 2011  | 19 oktober 2012   | In het huis van iemand met verzamelzucht (Syndroom van Diogenes) blijkt meer niet pluis. |
| 235 | 6   | Cold Blooded                  | 28 oktober 2010   | 17 januari 2011  | 19 oktober 2012   | De CSI'ers onderzoeken 2 zaken. Hoe kan iemand worden vermoord door een dinosaurus en een oude zaak krijgt plots een nieuwe wending. |
| 236 | 7   | Bump and Grind                | 4 november 2010   | 24 januari 2011  | 26 oktober 2012   | Er worden overblijfselen gevonden van iemand die door een shredder is gehaald. Langzaam vallen alle stukjes op hun plaats. |
| 237 | 8   | Fracked                       | 11 november 2010  | 31 januari 2011  | 26 oktober 2012   | 4 Tieners vinden een lijk in het water tijdens een nachtelijk zwempartijtje, maar is het slachtoffer daar wel verdronken? |
| 238 | 9   | Wild Life                     | 18 november 2010  | 7 februari 2011  | 2 november 2012   | Een man valt van een hotelbalkon. De CSI'ers onderzoeken de zaak om te bepalen of zijn dood zelfmoord is of vals spel. |
| 239 | 10  | "418/427"                     | 9 december 2010   | 14 februari 2011 | 2 november 2012   | De CSI'ers zoeken naar een pedofiel die ervan wordt verdacht de vrouw van een FBI-agent te hebben vermoord en zijn kinderen heeft ontvoerd. |
| 240 | 11  | Man Up                        | 6 januari 2011    | 21 februari 2011 | 9 november 2012   | Op een website wordt een foto van een dode vrouw geplaatst. De CSI'ers gaan op zoek naar de moordenaar. |
| 241 | 12  | A Kiss Before Frying          | 20 januari 2011   | 28 februari 2011 | 9 november 2012   | De CSI'ers vinden een lichaam met ernstige brandwonden, mogelijk veroorzaakt door een executie met een elektrische stoel, verwijzend naar een legendarische Vegas-moordzaak. |
| 242 | 13  | The Two Mrs. Grissoms         | 3 februari 2011   | 7 maart 2011     | 16 november 2012  | Een feestelijke avond eindigt met een knal wanneer het hoofd van een stichting voor dove studenten dodelijk wordt getroffen door een autobom. Sara onderzoekt de studenten en de faculteit van de universiteit waar haar schoonmoeder werkt. Gil Grissom komt in deze CSI kort terug. |
| 243 | 14  | All That Cremains             | 10 februari 2011  | 14 maart 2011    | 23 november 2012  | In een kringloopwinkel wordt in diverse dozen een in stukken gezaagd lichaam aangetroffen. De CSI'ers gaan op zoek naar zijn identiteit en waarom iemand hem zo bruut heeft willen vermoorden.                                                                                        |
| 244 | 15  | Targets Of Obsession          | 17 februari 2011  | 21 maart 2011    | 23 november 2012  | Justin Bieber keert terug in Crime Scene Investigation als Jason McCann, de broer van Alex McCann die Nick in de laatste seizoenspremière neerschot. |
| 245 | 16  | Turn On, Tune In, Drop Dead   | 24 februari 2011  | 28 maart 2011    | 30 november 2012  | De CSI'ers moeten twee lichamen onderzoeken die achteraf niet dood blijken. |
| 246 | 17  | List, The                     | 10 maart 2011     | 4 april 2011     | 30 november 2012  | Het team onderzoekt een gevangenismoord op een agent, Vance, die in de gevangenis zat voor de moord op zijn vrouw en dacht dat hij er was ingeluisd. |
| 247 | 18  | Hitting The Cycle             | 31 maart 2011     | 31 oktober 2011  | 7 december 2012   | De CSI'ers onderzoeken het verband tussen doodslag, een zelfmoord, een ongeluk en een natuurlijk sterfgeval, die alle in één shift gebeuren. |
| 248 | 19  | Unleashed                     | 7 april 2011      | 7 november 2011  | 14 december 2012  | Dr. Langston en Sara bezoeken Gil Grissoms vriendin, "Lady Heather" , om de dood van een vrouw te onderzoeken die is doodgebeten door een poema. |
| 249 | 20  | Father Of The Bride, Part 1   | 28 april 2011     | 14 november 2011 | 20 december 2012  | Bekende Nate Haskell stuurt een dreigvideo naar de vader van een van zijn bruiden en dreigt haar te doden. Ray en zijn team moeten hem zien te vinden. Sofia Curtis (Louise Lombard) keert terug om hen te helpen (Deel 1/3).                                                         |
| 250 | 21  | Cello And Goodbye, Part 2     | 5 mei 2011        | 21 november 2011 | 27 december 2012  | Terwijl de CSI'ers naar Haskell blijft zoeken, wordt Rays ex-vrouw (Tracee Ellis Ross) ontvoerd en laat Haskell een bericht geschreven in bloed achter voor het team in Los Angeles. Elisabeth Harnois verschijnt als LAPD CSI Morgan Brody, de dochter van Conrad Ecklie (Deel 2/3). |
| 251 | 22  | In A Dark, Dark House, Part 3 | 12 mei 2011       | 28 november 2011 | 3 januari 2013    | Ray heeft Haskell achterhaald in het huis waar Nate, de bekende "Dick & Jane" Moordenaar opgroeide. Wanhopig om zijn ex-vrouw te redden voor het te laat is, treft Ray voorbereidingen om eens en voor altijd af te rekenen met Haskell (Deel 3/3).                                   |

## Seizoen 12 (2011-2012)
Bijzonderheden:
- DB Russel (Ted Danson) volgt Raymond Langston (Laurence Fishburne) op als hun nieuwe baas.
- Catherine Willows (Marg Helgenberger) verlaat CSI na 12 jaar. Julie Finlay (Elisabeth Shue) volgt haar op.

| Nr. | Nr. | Titel aflevering            | Uitzenddatum VS   | Uitzenddatum NL  | Uitzenddatum VL   | Samenvatting |
| --- | --- | --------------------------- | ----------------- | ---------------- | ----------------- | --- |
| 252 | 1   | 73 Seconds                  | 21 september 2011 | 5 december 2011  | 10 januari 2013   | Bij een krankzinnige en chaotische schietpartij in een hoteltram vallen twee doden met bijna geen getuigen, en heel wat tegenstrijdig bewijsmateriaal; een andere overledene in Panaca County heeft het gezicht van een jonge man en het lichaam van een oude man. Ted Danson versterkt het team als hun nieuwe baas. |
| 253 | 2   | Tell-Tale Hearts            | 28 september 2011 | 12 december 2011 | 17 januari 2013   | Drie verdachten komen met drie verschillende motieven waarom ze een hele familie hebben vermoord. Het is aan het CSI-team om te achterhalen wie de waarheid vertelt. |
| 254 | 3   | Bittersweet                 | 5 oktober 2011    | 2 januari 2012   | 24 januari 2013   | Tijdens een date ontdekt Nick dat een kunstvoorwerp, op een tentoonstelling, ontbindende lichaamsdelen bevat. |
| 255 | 4   | Maid Man                    | 12 oktober 2011   | 9 januari 2012   | 31 januari 2013   | De voormalige burgemeester van Las Vegas wordt neergeschoten in het maffiamuseum. |
| 256 | 5   | CSI Down                    | 19 oktober 2011   | 16 januari 2012  | 7 februari 2013   | Een LVPD helikopter met Morgan Brody aan boord stort neer. |
| 257 | 6   | Freaks & Geeks              | 2 november 2011   | 23 januari 2012  | 21 februari 2013  | De moord op een populaire freakshow; stuurt het team achter de schermen op van het festival om haar moordenaar te vinden. |
| 258 | 7   | Brain Doe                   | 9 november 2011   | 30 januari 2012  | 28 februari 2013  | Wanneer op een plaats delict een extra stel hersenen wordt aangetroffen, staat het team voor een raadsel. |
| 259 | 8   | Crime After Crime           | 16 november 2011  | 6 februari 2012  | 7 maart 2013      | Het team probeert drie zaken op te lossen, die in verband lijken te staan met een aantal onopgeloste moorden. |
| 260 | 9   | Zippered, Part 1            | 7 december 2011   | 13 februari 2012 | 14 maart 2013     | Tot Russels en Catherines ergernis komt de FBI helpen met een moordonderzoek. |
| 261 | 10  | Genetic Disorder            | 14 december 2011  | 20 februari 2012 | 21 maart 2013     | In het bed van Al Robbins wordt een dode man aangetroffen. |
| 262 | 11  | Ms. Willows Regrets, Part 2 | 18 januari 2012   | 27 februari 2012 | 28 maart 2013     | De zaak wordt persoonlijk voor Catherine als een moordlustig duo een massamoord pleegt. Het blijken de moordenaars uit "Zippered" te zijn, en de FBI komt weer assisteren bij het onderzoek. |
| 263 | 12  | Willows in the Wind, Part 3 | 25 januari 2012   | 5 maart 2012     | 4 april 2013      | Het CSI-team neemt afscheid van Catherine Willows (Marg Helgenberger). |
| 264 | 13  | Tressed to Kill             | 8 februari 2012   | 12 maart 2012    | 11 april 2013     | Het team zit achter een moordenaar aan die een obsessie voor haar lijkt te hebben. |
| 265 | 14  | Seeing Red                  | 15 februari 2012  | 19 maart 2012    | 18 april 2013     | Eerste aflevering met Julie "Finn" Finlay (Elisabeth Shue). |
| 266 | 15  | Stealing Home               | 22 februari 2012  | 26 maart 2012    | 25 april 2013     | Wanneer een huis compleet van zijn fundering is gestolen, moeten de CSI'ers op zoek. Ondertussen laat de nieuwe CSI Julie Finlay haar kundigheid zien op het gebied van bloedanalyse. |
| 267 | 16  | CSI Unplugged               | 29 februari 2012  | 2 april 2012     | 2 mei 2013        | Wanneer een stroomstoring de stad treft, moeten de CSI'ers op een ouderwetse manier de zaak van een vermist kind oplossen. |
| 268 | 17  | Trends with Benefits        | 14 maart 2012     | 9 april 2012     | 9 mei 2013        | De CSI'ers moeten een moord oplossen op de student wiens foto op internet staat. |
| 269 | 18  | Malice in Wonderland        | 21 maart 2012     | 16 april 2012    | 16 mei 2013       | Het CSI-team onderzoekt een roof met moord tijdens een trouwpartij. Ondertussen komt Hodges moeder in de stad en hij wil haar doen geloven dat Morgan zijn vriendin is. |
| 270 | 19  | Split Decisions             | 4 april 2012      | 5 november 2012  | 2 september 2013  | Een onschuldige man wordt midden in een casino doodgeschoten. Het kost het CSI-team veel moeite om de schutter te vinden, hoewel het casino volledig is afgegrendeld en beelden van bewakingscamera's voorhanden zijn. De mogelijke verdachten lijken misschien wel te veel op elkaar.                                |
| 271 | 20  | Altered Stakes              | 11 april 2012     | 12 november 2012 | 9 september 2013  | Een man die in het verleden is veroordeeld voor een moord, dreigt te worden vrijgelaten, omdat hij een gedwongen bekentenis heeft afgelegd bij een corrupte agent. Het CSI-team moet de vrijlating zien te voorkomen door nieuw bewijs tegen de man te verzamelen.                                                    |
| 272 | 21  | Dune and Gloom              | 2 mei 2012        | 19 november 2012 | 16 september 2013 | Een auto ontploft tijdens een race, en het team komt erachter dat er meer achter zit. |
| 273 | 22  | Homecoming, Part 1          | 9 mei 2012        | 26 november 2012 | 23 september 2013 | Het CSI-team onderzoekt verschillende moorden. Ze komen erachter dat ondersheriff Jeffery McKeen met de zaak te maken heeft. Deze vermoordde eerder Warrick Brown. Uiteindelijk wordt ondersheriff Conrad Ecklie neergeschoten, en het kleinkind van DB Russel ontvoerd. Nick wil stoppen bij CSI.                    |

## Seizoen 13 (2012-2013)
| Nr. | Nr. | Titel aflevering         | Uitzenddatum VS   | Uitzenddatum NL   | Uitzenddatum VL   | Samenvatting |
| --- | --- | ------------------------ | ----------------- | ----------------- | ----------------- | --- |
| 274 | 01  | Karma to Burn, Part 2    | 26 september 2012 | 3 december 2012   | 30 september 2013 | De kleindochter van Russel is samen met Finlay nog steeds ontvoerd. McKeen perst het team daarmee af. |
| 275 | 02  | Code Blue Plate Special  | 10 oktober 2012   | 10 december 2012  | 7 oktober 2013    | CSI onderzoekt een bloedbad in een cafetaria. Het team verdenkt de stalker van een van de slachtoffers. |
| 276 | 03  | Wild Flowers             | 17 oktober 2012   | 17 december 2012  | 14 oktober 2013   | Een moord op een feest leidt het team tot een gruwelijke ontdekking waar twee zwaar mishandelde zusjes mee te maken hebben. |
| 277 | 04  | It Was a Very Good Year  | 24 oktober 2012   | 7 januari 2013    | 21 oktober 2013   | Een vrouwelijke kennis van Greg wordt vermoord, en de zaak lijkt verband te houden met een oude Vegaslegende over een gangster die in de jaren zestig een muzikant vermoordde.                                                                                           |
| 278 | 05  | Play Dead                | 31 oktober 2012   | 14 januari 2013   | 28 oktober 2013   | Nick zoekt met hulp van de hond van het slachtoffer de dader, terwijl het team probeert te achterhalen wie een advocaat heeft vermoord. |
| 279 | 06  | Pick and Roll            | 7 november 2012   | 21 januari 2013   | 4 november 2013   | Het wordt persoonlijk voor DB als zijn zoon betrokken raakt bij een moord. |
| 280 | 07  | Fallen Angels            | 14 november 2012  | 28 januari 2013   | 11 november 2013  | Op het graf van Warrick Brown wordt een man dood gevonden, en tijdens het onderzoek komt men ook de zaklamp met vingerafdrukken van Warrick tegen. |
| 281 | 08  | CSI on Fire              | 21 november 2012  | 4 februari 2013   | 18 november 2013  | Julie krijgt te maken met stemmen uit haar verleden. |
| 282 | 09  | Strip Maul               | 28 november 2012  | 11 februari 2013  | 25 november 2013  | Als de CSI'ers op patrouille zijn, ontdekken ze toevallig een moordslachtoffer. Ze komen erachter dat ze de getuigen al in hechtenis hebben. |
| 283 | 10  | Risky Business Class     | 12 december 2012  | 18 februari 2013  | 2 december 2013   | Nadat een vliegtuig vlak bij de Strip neerstort, ontdekt het team dat het gesaboteerd was. |
| 284 | 11  | Dead Air                 | 16 januari 2013   | 25 februari 2013  | 9 december 2013   | Het team onderzoekt de moord op een nieuwspresentator die op de set vermoord werd tijdens een stroomuitval. |
| 285 | 12  | Double Fault             | 23 januari 2013   | 4 maart 2013      | 16 december 2013  | De CSI'ers onderzoeken de moord op een opkomende tennisspeelster. |
| 286 | 13  | In Vino Veritas          | 6 februari 2013   | 1 april 2013      | 23 december 2013  | Als CSI Mac Taylor besluit om zijn vriendin te bezoeken in Las Vegas, komt hij erachter dat ze vermist is. Hij vraagt D.B. Russell om hulp. |
| 287 | 14  | Exile                    | 13 februari 2013  | 11 maart 2013     | 30 december 2013  | De moord op een Cubaanse vrouw lijkt verbonden te zijn met een vete tussen twee Cubaanse families. |
| 288 | 15  | Forget Me Not            | 20 februari 2013  | 18 maart 2013     | 6 januari 2014    | Het bewijs op een plaats delict wijst naar Sara, maar zij en het team vermoeden dat iemand haar erin luist. |
| 289 | 16  | Last Woman Standing      | 27 februari 2013  | 26 maart 2013     | 13 januari 2014   | De twee moorden op twee professionele pokerspelers lijken verbonden te zijn, en het team ontdekt dat er andere pokeraars zijn die ook in gevaar zijn. |
| 290 | 17  | Dead Of The Class        | 20 maart 2013     | 30 september 2013 | 20 januari 2014   | Assistent-lijkschouwer David Philips ontdekt op een reünie het lichaam van een dode vrouw die vroeger bij hem in de klas zat. |
| 291 | 18  | Sheltered                | 3 april 2013      | 7 oktober 2013    | 3 februari 2014   | Tijdens het onderzoek van een dode tiener in de woestijn stuiten de CSI'ers op een geheime ondergrondse bunker, die bewoond lijkt te zijn. |
| 292 | 19  | Backfire                 | 10 april 2013     | 14 oktober 2013   | 10 februari 2014  | Een aantal moorden lijken gepleegd te zijn uit wraak, en een man wordt verbrand aangetroffen in de kofferbak van zijn eigen auto. |
| 293 | 20  | Fearless                 | 1 mei 2013        | 21 oktober 2013   | 17 februari 2014  | Een man wordt dood aangetroffen in het modderbad van een vakantieoord, en Hodges ontdekt dat zijn verloofde iets voor hem verborgen houdt. |
| 294 | 21  | Ghosts of the Past       | 8 mei 2013        | 28 oktober 2013   | 24 februari 2014  | Een spokenjager wordt vermoord op de plek van waaruit een seriemoordenaar vroeger opereerde. |
| 295 | 22  | Skin in the Game, Part 1 | 15 mei 2013       | 4 november 2013   | 3 maart 2014      | De CSI'ers jagen op een seriemoordenaar die geïnspireerd blijkt te worden door Dante's Inferno. Het team komt erachter dat de dochter van Brass weleens het volgende slachtoffer zou kunnen zijn. Een van de CSI'ers gaat undercover, wat erg gevaarlijk blijkt te zijn. |

## Seizoen 14 (2013-2014)
| Nr. | Nr. | Titel aflevering                   | Uitzenddatum VS   | Uitzenddatum NL   | Uitzenddatum VL | Samenvatting |
| --- | --- | ---------------------------------- | ----------------- | ----------------- | --------------- | --- |
| 296 | 01  | The Devil and D.B. Russell, Part 2 | 25 september 2013 | 25 november 2013  | 10 maart 2014   | DB Russell leidt het CSI-team op een jacht naar Morgan en Ellie Brass na hun ontvoering door een rituele moordenaar aan het einde van het vorige seizoen. |
| 297 | 02  | Take the Money and Run             | 2 oktober 2013    | 2 december 2013   | 17 maart 2014   | Het CSI-team ondedekt een complex plan om een Texas Hold-em spel met hoge inzet te beroven. Het lijkt er op dat een van de verdachten tegen zijn zin mee moest doen nadat zijn zoon was ontvoerd. |
| 298 | 03  | Torch Song                         | 9 oktober 2013    | 9 december 2013   | 24 maart 2014   | Het team moet de restanten van vier doden kloppend puzzelen na een brand tijdens een 'hate core'-concert. |
| 299 | 04  | Last Supper                        | 16 oktober 2013   | 16 december 2013  | 31 maart 2014   | De overblijfselen van een deelnemer aan een kookshow worden gebruikt als ingrediënten gedurende het programma. |
| 300 | 05  | Frame By Frame                     | 23 oktober 2013   | 23 december 2013  | 7 april 2014    | Het CSI-team krijgt een tweede kans een teruggetrokken miljonair te arresteren die hen 14 jaar eerder is ontglipt, nadat opnieuw een dode in zijn huis wordt aangetroffen. Catherine Willows, keert speciaal terug om haar team te helpen.                                                                        |
| 301 | 06  | Passed Pawn                        | 30 oktober 2013   | 2 juni 2014       | 14 april 2014   | Een dakloze man wordt dood gevonden in een steegje nadat hij verdacht veel geld heeft gewonnen in een casino. Het CSI-team vindt al spoedig het verbanden tussen het slachtoffer, twee casinomedewerkers en een lokaal pandjeshuis.                                                                               |
| 302 | 07  | Under a Cloud                      | 6 november 2013   | 9 juni 2014       |                 | Tijdens een stortbui in Las Vegas wordt een lijk gevonden in het rioleringsstelsel van de stad. |
| 303 | 08  | Helpless                           | 13 november 2013  | 16 juni 2014      |                 | De vondst van een dode man in een levensgrote hamsterbal zorgt voor een ingewikkelde zaak voor het CSI-team. Morgan krijgt hulp uit onverwachte hoek tijdens haar zoektocht naar een serieverkrachter. |
| 304 | 09  | Check In and Check Out             | 20 november 2013  | 23 juni 2014      |                 | De hulp van het CSI-team wordt ingeroepen bij een fatale steekpartij in een motelkamer waarbij een echtpaar is omgekomen. De CSI'ers herkennen de betreffende motelkamer direct. |
| 305 | 10  | Girls Gone Wild                    | 27 november 2013  | 4 augustus 2014   |                 | Sara, Morgan en Finlay krijgen autopech op weg naar een wellnesscentrum. In het stadje waar ze stranden wordt Finlay door een vrachtwagenchauffeur belaagd en verdwijnt daarna spoorloos. |
| 306 | 11  | Lost Reindeer                      | 11 december 2013  | 15 december 2014  |                 | Het CSI-team krijgt een onderzoek naar de dood van een man verkleed als kerstman. |
| 307 | 12  | Keep Calm and Carry On             | 15 januari 2014   | 1 september 2014  |                 | Aan boord van een vliegtuig met bestemming Las Vegas worden waardevolle spullen uit de handbagage van passagiers gestolen. Na de landing wordt een van de passagier vermoord. Het CSI-team onderzoekt de zaak. |
| 308 | 13  | Boston Brakes                      | 22 januari 2014   | 8 september 2014  |                 | De hulp van het CSI-team wordt ingeroepen bij het onderzoek naar de toedracht van een autocrash. Tot hun grote schrik lijkt de automobilist een bevriende journalist te zijn. Al snel komt het team er achter dat de journalist leeft en probeert de waarheid over een zeer geheim militair project te ontdekken. |
| 309 | 14  | De Los Muertos                     | 5 februari 2014   | 15 september 2014 |                 | De CSI-team krijgt twee afzonderlijke moorden, één waarbij een vrouw werd gevonden in Mexico en een andere zaak waarbij een echtpaar dood op hun oprit ligt. |
| 310 | 15  | Love For Sale                      | 19 februari 2014  | 22 september 2014 |                 | Nick en Greg onderzoeken de dood van een 16-jarig meisje dat connecties had met een bordeel. |
| 311 | 16  | Killer Moves                       | 5 maart 2014      | 29 september 2014 |                 | De CSI'ers onderzoeken de moord op een Elvis-imitator en een vogel die een bizarre verbinding geeft tussenbeide moorden. |
| 312 | 17  | Long Road Home                     | 12 maart 2014     | 6 oktober 2014    |                 | De CSI'ers onderzoeken de moord op een rock-'n-roll groupie en het verdwijnen van een prostituee. |
| 313 | 18  | Uninvited                          | 19 maart 2014     | 13 oktober 2014   |                 | De CSI'ers worden opgeroepen een familie is al een hele maand vermist. |
| 314 | 19  | The Fallen                         | 2 april 2014      | 20 oktober 2014   |                 | DB Russell wordt gegijzeld nadat een tiener het vuur opent in het politiebureau. |
| 315 | 20  | Consumed                           | 9 april 2014      | 27 oktober 2014   |                 | Het CSI-team volgt een kannibalistische moordenaar op de voet. |
| 316 | 21  | Kitty                              | 30 april 2014     | 3 november 2014   |                 | Het CSI-team onderzoekt de internetgerelateerde moord op de vrouw van een prominente casino-eigenaar. De rechercheurs krijgen hulp van de cybercrime-afdeling van de FBI. |
| 317 | 22  | Dead In His Tracks                 | 7 mei 2014        | 10 november 2014  |                 | Het CSI-team onderzoekt een hedendaagse criminaliteit die 25 jaar geleden eerder plaatsvond. Ondertussen maakt Brass een beslissing die te maken heeft met de zelfmoordpoging van zijn dochter. |

## Seizoen 15 (2014-2015)
Bijzonderheden:
- CSI gaat na de veertiende seizoensfinale "Dead In His Tracks" verder zonder acteur Paul Guilfoyle die 14 jaar de rol van Jim Brass vertolkte.
- George Eads die 15 jaar lang de rol van Nick Stokes vertolkte wordt uit de serie geschreven.

| Nr. | Nr. | Titel aflevering    | Uitzenddatum VS   | Uitzenddatum NL   | Uitzenddatum VL | Samenvatting |
| --- | --- | ------------------- | ----------------- | ----------------- | --------------- | --- |
| 318 | 01  | The CSI Effect      | 28 september 2014 | 17 november 2014  |                 | Finlay krijgt te maken met een bom onder haar auto, terwijl Russell een telefoontje krijgt van iemand die claimt de Gig Harbor Killer te zijn.                                                                            |
| 319 | 02  | Buzz Kill           | 5 oktober 2014    | 24 november 2014  |                 | Het CSI-team onderzoekt een diefstal en een dodelijk schietincident in een marihuanawinkel. |
| 320 | 03  | Bad Blood           | 12 oktober 2014   | 1 december 2014   |                 | Sara en Greg worden in quarantaine gehouden na het betreden van een plaats delict die besmet is met dodelijke pathogenen.                                                                                                 |
| 321 | 04  | The Book of Shadow  | 19 oktober 2014   | 8 december 2014   |                 | De CSI-team vermoedt chantage wanneer een wetenschappelijk experiment van een scheikundeleraar misgaat. |
| 322 | 05  | Girls Gone Wilder   | 9 november 2014   | 8 juni 2015       |                 | Morgan, Sara en Finlay proberen zich te ontspannen tijdens een forensische conferentie wanneer er een massale schietpartij plaatsvindt.                                                                                   |
| 323 | 06  | The Twin Paradox    | 16 november 2014  | 15 juni 2015      |                 | Een gefrustreerd CSI-team zet zijn onderzoek voort naar de Gig Harbor-moordenaar wanneer een ander slachtoffer opduikt.                                                                                                   |
| 324 | 07  | Road to Recovery    | 23 november 2014  | 22 juni 2015      |                 | Het team onderzoekt de dood van een vrouw, die met een hoge mate van alcohol en drugs in een zwembad op een rehabilitatiefaciliteit drijft.                                                                               |
| 325 | 08  | Rubbery Homicide    | 30 november 2014  | 21 september 2015 |                 | Het CSI-team duikt in de wereld van de "rubberen poppen" wanneer het de moord op de grotendeels ontklede man onderzoekt die in een steegje om de hoek van een excentrieke nachtclub is neergestoken.                      |
| 326 | 09  | Let's Make a Deal   | 7 december 2014   | 28 september 2015 |                 | Het CSI-team onderzoekt een moord in de Clark County-gevangenis nadat een gevangene op een lichaam stuit terwijl hij wegrent voor de bewakers.                                                                            |
| 327 | 10  | Dead Rails          | 14 december 2014  | 5 oktober 2015    |                 | Het CSI-team onderzoekt de omstandigheden rond de dood van een slachtoffer die tweemaal stierf in plaats van één keer. |
| 328 | 11  | Angle of Attack     | 21 december 2014  | 12 oktober 2015   |                 | Het CSI-team onderzoekt een slachtoffer bedekt met glasscherven waarvan men de dader moet vinden in de luchtvaart. |
| 329 | 12  | Dead Woods          | 28 december 2014  | 19 oktober 2015   |                 | Het CSI-team heropent een 10-jaar-oude moord-zelfmoord geval wanneer een eenzame overlevende beweert dat haar beschuldigde vader onschuldig was.                                                                          |
| 330 | 13  | The Greater Good    | 4 januari 2015    | 26 oktober 2015   |                 | De hoofdverdachte in een reeks moorden worden vrijgelaten wegens gebrek aan bewijs. Tijd voor opnieuw onderzoek voordat de dader weer verder gaat moorden.                                                                |
| 331 | 14  | Merchants of Menace | 25 januari 2015   | 2 november 2015   |                 | Het CSI-team onderzoekt een moord in een congrescentrum waar mensen allerlei macabre onderdelen verzamelen. |
| 332 | 15  | Hero to Zero        | 25 januari 2015   | 9 november 2015   |                 | Het CSI-team onderzoekt de moord op een jongen verkleed in een superheld kostuum. |
| 333 | 16  | The Last Ride       | 27 januari 2015   | 16 november 2015  |                 | Het CSI-team onderzoekt de dood van de internetter het slachtoffer is bedekt met onder een oude auto. |
| 334 | 17  | Under My Skin       | 15 februari 2015  | 23 november 2015  |                 | CSI-team onderzoekt de omstandigheden rond een moord en twee ontvoerde tienermeisjes. |
| 335 | 18  | The End Game        | 15 februari 2015  | 30 november 2015  |                 | Eén lid van het team heeft een confrontatie met de Gig Harbor Killer, waarin zijn ware bedoelingen en motieven eindelijk onthuld worden, terwijl een ander een beslissing maakt die verdere gevolgen heeft voor het team. |

## CSI Final Immortality (2015)
Bijzonderheden:
- CSI stopt na seizoen 15 en eindigt met een 2 uur durende film op 27 september 2015, waarbij gasten William Petersen en Marg Helgenberger even terugkomen. Ted Dansons D.B. Russell zal verschijnen in het tweede seizoen van CSI: Cyber.

| Nr. | Nr. | Titel aflevering              | Uitzenddatum VS   | Uitzenddatum NL  | Uitzenddatum VL | Samenvatting |
| --- | --- | ----------------------------- | ----------------- | ---------------- | --------------- | --- |
| 336 | 01  | CSI FINAL Immortality Part I  | 27 september 2015 | 7 december 2015  |                 | Wanneer een zelfmoordterrorist zijn vest laat ontploffen op de vloer van het casino van Catherine Willows, keert de FBI-Special Agent speciaal terug om het onderzoek uit te voeren.         |
| 337 | 02  | CSI FINAL Immortality Part II | 27 september 2015 | 14 december 2015 |                 | Nadat Grissom voor Sara terug is gekomen, denkt Sara aan haar werk als Leidinggevende. DB Russell geeft het team aan te vertrekken en te kiezen voor nieuwe kansen als CSI: Cyber-specialist |